# Danh sách CD của Trung tâm Thúy Nga thập niên 2010
Đây là danh sách CD của Trung tâm Thúy Nga thập niên 2010, có mã TNCD từ TNCD459 đến TNCD618.

## Danh sách

### 2010
| Mã TNCD | Tên CD                                       | Nghệ sĩ                 | Số bài hát | Danh sách bài hát |
| ------- | -------------------------------------------- | ----------------------- | ---------- | --- |
| 459     | Cánh Thiệp Đầu Xuân                          | Nhiều ca sĩ             | 10         | Chi tiết 1. Ai Lên Xứ Hoa Đào (Hoàng Nguyên) - Quang Lê & Mai Thiên Vân 2. Cánh Thiệp Đầu Xuân (Minh Kỳ & Lê Dinh) - Hương Thủy 3. Mùa Xuân Của Mẹ (Trịnh Lâm Ngân) - Quang Lê 4. Hỏi Nàng Xuân (Hữu Minh) - Như Quỳnh 5. Đón Xuân Này Nhớ Xuân Xưa (Châu Kỳ) - Duy Trường 6. Hoa Đào Năm Trước (Lê Dinh & Nguyễn Hiền) - Mai Thiên Vân 7. Nhớ Về Một Mùa Xuân (Trịnh Lâm Ngân) - Quang Lê 8. Đan Áo Mùa Xuân (Phạm Thế Mỹ) - Quỳnh Dung 9. Xuân Tha Hương Xuân Lạc Xứ - Lý Duy Vũ 10. Phiên Gác Đêm Xuân (Nguyễn Văn Đông) - Nguyên Lê |
| 460     | Liên Khúc Top Hits Paris By Night 3          | Nhiều ca sĩ             | 4          | Chi tiết 1. LK Yêu Mãi Ngàn Năm: Thế Giới Không Tình Yêu (Kim Tuấn), Trọn Kiếp Bình Yên (Đăng Anh), Yêu Mãi Ngàn Năm (Tùng Châu, Nguyễn Ngọc Thiện), Mùa Đông Hoa Trắng (Nguyễn Nhất Huy), Đã Không Yêu Thì Thôi (Hoài An), Kẻ Đứng Sau Tình Yêu (Minh Vy) - Nguyễn Thắng, Lương Tùng Quang, Bằng Kiều, Don Hồ, Như Loan, Nguyệt Anh, Như Quỳnh 2. LK Nhạc Pháp Trữ Tình: Holidays, Adieu Sois Heureuse, Goodbye Je Reviendrai, Oh! Mon Amour, Et Si Tu N'Existais Pas, Donna Donna, Je Suis Parti, Aline - Trịnh Lam, Dương Triệu Vũ, Mai Tiến Dũng, Quỳnh Vi, Lam Anh, Như Loan, Ngọc Anh 3. LK Tình Còn Vương Vấn: Tình Còn Vương Vấn (Trịnh Lam), Đừng Giấu Trong Lòng (Hoài An), Tình Mộng (Nguyễn Ngọc Thạch), Tình Dù Trăm Lối (Tùng Châu, Nguyễn Ngọc Thiện), Đêm Ngậm Ngùi (Lương Bằng Vinh), Bởi Vì Anh Yêu Em (Phan Đinh Tùng) - Bằng Kiều, Minh Tuyết, Don Hồ, Lương Tùng Quang, Như Loan, Nguyệt Anh 4. LK Tình Ca Thái Thịnh: Phút Giây Mình Chia Tay, Giờ Thì Anh Đã Biết, Phận Má Hồng, Buồn Như Lá Rơi, Cơn Đau Cuối Cùng, Em Biết Không Nên Vấn Vương, Thà Là Quên Đi, Xóa Hết Nợ Nần - Dương Triệu Vũ, Mai Tiến Dũng, Lam Anh, Hồ Lệ Thu, Tóc Tiên                                                               |
| 461     | Đôi Mắt Người Xưa                            | Quang Lê, Mai Thiên Vân | 11         | Chi tiết 1. LK Nhớ Nhau Hoài (Anh Việt Thu & Thiên Hà) & Cho Người Vào Cuộc Chiến (Phan Trần) - Quang Lê & Mai Thiên Vân PBN 98 2. Người Tình Không Đến (Ngân Giang) - Mai Thiên Vân 3. Áo Đẹp Nàng Dâu (Vinh Sử) - Quang Lê & Mai Thiên Vân 4. Đôi Mắt Người Xưa (Ngân Giang) - Quang Lê PBN 96 5. Căn Nhà Màu Tím (Hoài Linh) - Quang Lê & Mai Thiên Vân 6. Sương Lạnh Chiều Đông (Mạnh Phát) - Mai Thiên Vân 7. Đêm Tâm Sự (Trúc Phương) - Quang Lê & Mai Thiên Vân 8. Lời Tạ Từ (Dzũng Chinh) - Quang Lê 9. Hái Hoa Rừng Cho Em (Trương Hoàng Xuân) - Quang Lê & Mai Thiên Vân 10. Rừng Chưa Thay Lá (Huỳnh Anh, thơ: Hoàng Ngọc Ẩn) - Mai Thiên Vân 11. Trộm Nhìn Nhau (Trầm Tử Thiêng) - Quang Lê |
| 462     | Những Tình Khúc Vượt Thời Gian - Đời Đá Vàng | Nhiều ca sĩ             | 10         | Trích từ Paris By Night 96 & 98 1. LK Đời Đá Vàng (Vũ Thành An) & Tưởng Niệm (Trầm Tử Thiêng) - Khánh Hà & Trần Thái Hòa PBN 96 2. LK Còn Gì Nữa Đâu & Kiếp Nào Có Yêu Nhau (Phạm Duy) - Trần Thái Hòa & Ngọc Hạ PBN 98 3. Biển Cạn (Kim Tuấn) - Khánh Hà & Bằng Kiều PBN 98 4. LK Bài Không Tên Số 4 (Vũ Thành An) - Ngọc Anh & Thu Đến Bao Giờ (Lam Phương) - Hồ Lệ Thu PBN 98 5. LK Chiều Một Mình Qua Phố & Gọi Tên Bốn Mùa (Trịnh Công Sơn) - Khánh Ly & Thế Sơn PBN 98 6. LK Mùa Hè Đẹp Nhất, Bay Đi Cánh Chim Biển, Luôn Luôn Mãi Mãi (Đức Huy) - Ý Lan & Quang Dũng PBN 98 7. LK Mùa Thu Cho Em (Ngô Thụy Miên) & Mộng Dưới Hoa (Phạm Đình Chương, thơ: Đinh Hùng) - Bằng Kiều & Trần Thu Hà PBN 96 8. LK Một Cõi Đi Về (Trịnh Công Sơn), Thành Phố Buồn (Lam Phương), Như Cánh Vạc Bay (Trịnh Công Sơn) - Chế Linh & Khánh Ly PBN 96 9. LK Ngậm Ngùi (Phạm Duy, thơ: Huy Cận) & Mộ Khúc (Phạm Duy, thơ: Xuân Diệu) - Ý Lan & Quang Tuấn PBN 96 10. LK Qua Cầu Gió Bay & Buôn Bấc Buôn Dầu - Trần Thái Hòa & Ngọc Hạ PBN 96 |
| 463     | Top Hits 40 - Một Mai Em Rời Xa              | Nhiều ca sĩ             | 14         | Trích từ Paris By Night 98 1. Chuyến Bay Hạnh Phúc (Hoài An) - Lưu Bích, Bảo Hân, Tú Quyên, Thủy Tiên, Nguyệt Anh, Như Quỳnh, Như Loan, Hồ Lệ Thu, Ngọc Anh, Hương Thủy, Quỳnh Vi, Minh Tuyết 2. LK Phố Cũ Vắng Anh (LV: Minh Tâm), Sao Phải Cách Xa (LV: Võ Hoài Phúc) - Minh Tuyết, Nguyễn Thắng 3. Đôi Khi Em Muốn Khóc (LV: Lê Xuân Trường) - Tú Quyên, Hương Giang 4. LK Chuyến Tàu 4:55 (LV: Lê Xuân Trường), Boulevard - Don Hồ, Như Loan 5. LK Send Me An Angel, So Sad (LV: Chiêu Nghi) - Dương Triệu Vũ, Lam Anh 6. Một Mai Em Rời Xa (Võ Hoài Phúc) - Trịnh Lam, Nguyệt Anh 7. LK Đoản Khúc Cuối Cho Em (Hoàng Trọng Thụy), Hãy Nói Với Em (LV: Hà Quang Minh) - Diễm Sương, Kỳ Phương Uyên 8. LK Nỗi Đau Âm Thầm (Quốc An), Tại Vì Ai (Đăng Khoa) - Quỳnh Vi, Lương Tùng Quang 9. Bất Chợt Một Tình Yêu (Nguyễn Đức Cường) - Mai Tiến Dũng 10. Mơ Ánh Trăng Về (LV: Như Quỳnh, Huỳnh Gia Tuấn) - Như Quỳnh 11. LK Lý Quạ Kêu, Dệt Tầm Gai (Ngọc Đại, Vi Thùy Linh) - Hương Thủy, Trần Thu Hà 12. LK Đêm Trắng (Võ Hoài Phúc), Dẫu Biết (Nhật Trung) - Lưu Bích, Nguyễn Hưng 13. Con Đường Màu Xanh (Trịnh Nam Sơn) - Thủy Tiên, Trần Thái Hòa 14. Không Muốn Yêu (Huỳnh Nhật Tân) - Tommy Ngô, Lynda Trang Đài, Bảo Hân |
| 464     | Tại Sao 2                                    | Trịnh Lam               | 11         | Những Ca Khúc Của Trịnh Lam 1. Tại Sao 2 - Trịnh Lam & Diễm Sương 2. Tình Chắp Cánh Bay 3. Bao Giờ Em Mới Hiểu PBN 89 4. Xin Đừng Giận Anh - Trịnh Lam & Ngọc Anh 5. Biển Chiều PBN 99 6. Hạnh Phúc Đợi Em 7. Thu Buồn 8. Không Thuộc Về Nhau - Trịnh Lam & Diễm Sương 9. Nhớ Em Mùa Đông 10. Tình Vẫn Xuân Thì 11. You're Driving Me Crazy |
| 465     | Hát Để Tặng Anh                              | Mai Thiên Vân           | 12         | Chi tiết 1. Hát Để Tặng Anh (Minh Kỳ) 2. Buồn Không Em (Lam Phương) PBN 97 3. Mưa Ngoài Trời, Mưa Tình Người (Đỗ Kim Bảng) 4. Quê Mẹ (Thu Hồ) PBN 99 5. Nắng Từ Đâu Gọi Bình Minh (Miên Du Đà Lạt, thơ: Kiều Mộng Hà) 6. Bài Tango Cho Em (Lam Phương) 7. Rước Tình Về Với Quê Hương (Hoàng Thi Thơ) - Mai Thiên Vân & Thế Sơn 8. Hàn Mặc Tử (Trần Thiện Thanh) PBN Divas 9. Giọng Ca Dĩ Vãng (Bảo Thu) 10. Khúc Hát Ân Tình (Xuân Tiên) 11. Hận Tha La (Sơn Thảo) 12. Kẻ Yêu Thầm (Mỹ Huyền) |
| 466     | Top Hits 41 - Tim Em Mãi Thuộc Về Anh        | Nhiều ca sĩ             | 11         | Trích từ Paris By Night 99 1. Câu Kinh Tình Yêu (Sỹ Đan) - Don Hồ 2. LK Dấu Chân Tình Ái (Ngọc Trọng), Tóc Ngang Bờ Vai (Vũ Tuấn Đức) - Như Loan, Nguyễn Thắng 3. Tôi Muốn Nói Yêu Em (Mai Anh Việt) - Nguyễn Hưng 4. Tim Em Mãi Thuộc Về Anh (Đồng Sơn) - Minh Tuyết 5. Xin Đừng Quay Lại (Diệu Hương) - Bằng Kiều 6. Em Trong Mắt Tôi (Nguyễn Đức Cường) - Tóc Tiên 7. LK Cơn Mưa Chiều Nay, Lung Linh Giọt Mưa, Vu Vơ Tình Đầu (Quốc Hùng) - Tú Quyên, Quỳnh Vi, Lam Anh 8. LK Tình Đã Vụt Bay (Vũ Tuấn Đức), Nhớ (Trịnh Nam Sơn) - Kỳ Phương Uyên, Lưu Bích 9. Ở Đâu Cũng Có Em (Trần Quảng Nam) - Trần Thái Hòa 10. LK Cứ Lừa Dối Đi (Huỳnh Nhật Tân), Biển Chiều (Trịnh Lam) - Hồ Lệ Thu, Trịnh Lam 11. LK Để Quên Con Tim, Và Tôi Cũng Yêu Em (Đức Huy) - Lương Tùng Quang, Mai Tiến Dũng |
| 467     | Quê Hương Tuổi Thơ Tôi                       | Nhiều ca sĩ             | 10         | Trích từ Paris By Night 99 1. Tình Ca (Phạm Duy) - Như Quỳnh, Mai Thiên Vân, Ngọc Anh, Nguyệt Anh, Hương Thủy, Hương Giang, Quỳnh Vi, Hồ Lệ Thu, Thế Sơn, Trần Thái Hòa, Quang Lê, Trịnh Lam 2. Quê Mẹ (Thu Hồ) - Mai Thiên Vân 3. Đổi Cả Thiên Thu Tiếng Mẹ Cười (Võ Tá Hân, thơ: Trần Trung Đạo) - Thế Sơn 4. Quê Hương Tuổi Thơ Tôi (Từ Huy) - Ngọc Hạ 5. Người Em Vỹ Dạ (Minh Kỳ & Tôn Nữ Thụy Khương) - Quang Lê 6. Kỷ Niệm (Phạm Duy) - Dương Triệu Vũ 7. Tháng Sáu Trời Mưa (Hoàng Thanh Tâm, thơ: Nguyên Sa) - Ngọc Anh 8. Ướt Mi (Trịnh Công Sơn) - Khánh Ly 9. Nhạt Nhòa (Tuấn Khanh) - Ý Lan 10. Quê Hương Mình (Hoài An) - Hương Giang & Nguyệt Anh |
| 468     | Tình Đẹp Hậu Giang                           | Nhiều ca sĩ             | 11         | Trích từ Paris By Night 98 & 99 1. Tủi Phận (Thái Hùng) - Phi Nhung PBN Divas 2. Sóc Sờ Bai Sóc Trăng (Thanh Sơn) - Hương Thủy PBN 99 3. Tình Đẹp Hậu Giang (Trần Thiện Thanh) - Phi Nhung & Duy Trường PBN 99 4. Bông Ô Môi (Sơn Hạ) - Quang Lê & Hà Phương PBN 98 5. LK Nụ Cười Biệt Ly (Ngọc Sơn), Nhớ Người Yêu (Hoàng Hoa & Thảo Trang), Mất Nhau Rồi (Ngân Trang) - Thành An, Lý Duy Vũ, Duy Trường PBN 98 6. LK Hai Lối Mộng, Chuyện Chúng Mình, Tàu Đêm Năm Cũ (Trúc Phương) - Thanh Tuyền & Hương Lan PBN 98 7. Người Em Vỹ Dạ (Minh Kỳ & Tôn Nữ Thụy Khương) - Quang Lê PBN 99 8. Tân cổ: Áo Mới Cà Mau (Tân nhạc: Thanh Sơn, Vọng cổ: Viễn Châu) - Phi Nhung & Mai Thiên Vân PBN 98 9. Dạ Cổ Hoài Lang (Cao Văn Lầu) - Hương Lan PBN Divas 10. Mời Anh Về Thăm Quê Em (Thùy Linh) - Hà Phương PBN 99 11. Người Chồng Xa Xứ (Phi Bằng) - Duy Trường & Quỳnh Dung |
| 469     | The Voice of Divas                           | Nhiều ca sĩ             | 11         | Trích từ Paris By Night Divas 1. Thương Nhau Ngày Mưa (Nguyễn Trung Cang) - Lưu Bích, Như Quỳnh, Thanh Hà, Minh Tuyết, Ngọc Anh, Thủy Tiên, Hồ Lệ Thu, Như Loan 2. La Vie En Rose (LV: Diệu Hương) - Ý Lan 3. Cỏ Hồng (Phạm Duy) - Khánh Hà 4. Mùa Thu Chết (Phạm Duy) - Ngọc Anh 5. Dấu Chân Địa Đàng (Trịnh Công Sơn) - Khánh Ly 6. Dạ Cổ Hoài Lang (Cao Văn Lầu) - Hương Lan 7. LK Nước Cuốn Hoa Trôi (Hồng Vân) & Tình Nàng La Lan (Hàn Châu) - Như Quỳnh 8. Trên Đỉnh Phù Vân (Phó Đức Phương) - Ngọc Hạ 9. Vàng Son Một Thuở Yêu Em (Vũ Quốc Việt) - Nguyệt Anh 10. Tình Lỡ (Thanh Bình) - Thanh Hà 11. Sang Ngang (Đỗ Lễ) - Hương Giang |
| 470     | Top Hits 42 - I'll Go This Way               | Nhiều ca sĩ             | 14         | Trích từ Paris By Night Divas 1. Làm Sao Giữ Được Anh (Vĩnh Tâm) - Tóc Tiên 2. Nếu Đã Yêu (Tùng Châu, Lê Hựu Hà) - Lam Anh 3. Tin Yêu Tàn Phai (Võ Hoài Phúc) - Kỳ Phương Uyên 4. I'll Go This Way (Bảo Thạch) - Bảo Hân 5. LK Mưa: Hỡi Người Tình, Trời Còn Mưa Mãi, Mưa Trên Biển Vắng - Minh Tuyết 6. Tựa Vào Vai Anh (Bảo Thạch) - Tú Quyên 7. Tình Phụ Tôi (Lan Anh) - Lưu Bích 8. Tình Ngăn Cách (Hoài An) - Quỳnh Vi 9. Em Muốn Tin Anh (Quốc Hùng) - Như Loan 10. Hững Hờ (Huỳnh Nhật Tân) - Hồ Lệ Thu 11. Voyage, Voyage (LV: Chiêu Nghi) - Thủy Tiên 12. Cát Bụi Tình Xa (Trịnh Công Sơn) - Quỳnh Vi, Tú Quyên, Kỳ Phương Uyên, Lam Anh, Nguyệt Anh, Hương Giang 13. Tầm Gửi (Trương Lê Sơn) - Diễm Sương 14. Vì Trái Tim Ngây Thơ (Huỳnh Nhật Tân) - Thanh Quỳnh |
| 471     | Đưa Em Vào Hạ                                | Thành An                | 12         | Chi tiết 1. 24 Giờ Phép (Trúc Phương) 2. Đưa Em Vào Hạ (Trầm Tử Thiêng) 3. Nụ Cười Biệt Ly (Ngọc Sơn) 4. Trong Tầm Mắt Đời (Tú Nhi) 5. Nỗi Buồn Gác Trọ (Hoài Linh & Mạnh Phát) 6. Thói Đời (Trúc Phương) 7. Thành Phố Buồn (Lam Phương) 8. Mưa Rừng (Huỳnh Anh) 9. Nhớ Nhau Hoài (Anh Việt Thu & Thiên Hà) 10. Đoạn Cuối Tình Yêu (Tú Nhi) 11. Tình Cha (Ngọc Sơn) PBN 99 12. LK Nụ Cười Biệt Ly (Ngọc Sơn), Nhớ Người Yêu (Hoàng Hoa & Thảo Trang), Mất Nhau Rồi (Ngân Trang) - Thành An, Lý Duy Vũ, Duy Trường PBN 98 |
| 472     | Vòng Tay Nào Cho Em                          | Tâm Phương Anh          | 10         | Chi tiết 1. Màu Hoa Pensee (Ngọc Sơn) 2. Biết Đâu Tìm (Hoàng Thi Thơ) 3. Phận Gái Thuyền Quyên (Giao Tiên) - Tâm Phương Anh & Quang Lê 4. Hương Tình Cũ (Thanh Sơn) 5. Nửa Đêm Thương Nhớ (Hoài Trang) 6. Chuyện Buồn Ngày Xuân (Lam Phương) - Tâm Phương Anh & Duy Trường 7. Vòng Tay Nào Cho Em (Ngọc Lan & Lê Hoàng Vũ) 8. Tàu Về Quê Hương (Hồng Vân) - Tâm Phương Anh & Mạnh Quỳnh 9. Căn Nhà Dĩ Vãng (Đài Phương Trang) 10. Tình Đêm Liên Hoan (Hoàng Thi Thơ) |
| 473     | Duyên Phận                                   | Như Quỳnh               | 12         | Chi tiết 1. Duyên Phận (Thái Thịnh) PBN 99 2. Buồn Trong Kỷ Niệm (Trúc Phương) 3. Chuyện Tình Cô Lái Đò Bến Hạ (Hoàng Thi Thơ) 4. LK Thế Rồi Một Mùa Hè (Phạm Mạnh Cương) & Kỷ Niệm Nào Buồn (Hoài An) 5. Không Phải Tại Chúng Mình (Ngọc Văn & Thương Linh) - Như Quỳnh & Trường Vũ 6. Ngang Trái (Lê Dinh) 7. LK Nước Cuốn Hoa Trôi (Hồng Vân) & Tình Nàng La Lan (Hàn Châu) PBN Divas 8. Tà Áo Cưới (Hoàng Thi Thơ) 9. Từ Đó Em Buồn (Trần Thiện Thanh) 10. LK Làm Dâu Xứ Lạ (Vinh Sử) & Năm 17 Tuổi (Vinh Sử, Cô Phượng) - Như Quỳnh & Huỳnh Gia Tuấn 11. Đoạn Cuối Một Cuộc Tình (Lam Phương) 12. Mơ Ánh Trăng Về (LV: Như Quỳnh & Huỳnh Gia Tuấn) PBN 98 |
| 474     | Những Tình Khúc Chọn Lọc - Xin Đừng Quay Lại | Bằng Kiều               | 13         | Chi tiết 1. Em Ơi Hà Nội Phố (Phú Quang, thơ: Phan Vũ) PBN 91 2. Xin Đừng Quay Lại (Diệu Hương) PBN 99 3. Bài Tình Ca Cho Em (Ngô Thụy Miên) PBN 94 4. Em Đến Thăm Anh Đêm 30 (Vũ Thành Anh, thơ: Nguyễn Đình Toàn) PBN 85 5. Biển Cạn (Kim Tuấn) - Bằng Kiều & Khánh Hà PBN 98 6. Phút Cuối (Lam Phương) PBN 88 7. Bản Tình Cuối (Ngô Thụy Miên) PBN 86 8. LK Mùa Thu Cho Em (Ngô Thụy Miên) & Mộng Dưới Hoa (Phạm Đình Chương, thơ: Đinh Hùng) - Bằng Kiều & Trần Thu Hà PBN 96 9. Buồn Ơi Chào Mi (Nguyễn Ánh 9) PBN 83 10. LK Bức Thư Tình Đầu Tiên (Đỗ Bảo), Ngày Cưới (Đỗ Bảo), Ngày Tân Hôn (LV: Phạm Duy) - Bằng Kiều & Quỳnh Vi PBN 95 11. Chờ Người (Lam Phương) - Bằng Kiều & Trần Thu Hà PBN 88 12. Chị Tôi (Trần Tiến) PBN 90 13. Tình Yêu Cho Em (LV: Nhật Ngân) - Bằng Kiều & Khánh Hà PBN 79 |
| 475     | Đêm Nhớ Người Tình                           | Quỳnh Dung              | 11         | Chi tiết 1. Một Chuyến Bay Đêm (Song Ngọc & Hoài Linh) 2. Chuyện Vườn Sầu Riêng (Vinh Sử) 3. Thương Muộn (Phượng Linh) 4. Tựa Cánh Bèo Trôi (Hoàng Minh) 5. Hỏi Anh Hỏi Em (Lê Minh Bằng) - Quỳnh Dung & Quang Lê 6. Điệu Buồn Phương Nam (Vũ Đức Sao Biển) 7. Hoa Mười Giờ (Đài Phương Trang) 8. LK Nó Và Tôi (Song Ngọc) & Những Ngày Xưa Thân Ái (Phạm Thế Mỹ) - Quỳnh Dung, Duy Trường, Thành An PBN 100 9. Những Đóm Mắt Hỏa Châu (Hàn Châu) 10. Đêm Nhớ Người Tình (Vinh Sử) PBN Divas 11. Ngàn Thu Vĩnh Biệt (Ngọc Lâm) |
| 476     | Như Vẫn Còn Đây                              | Mai Tiến Dũng           | 13         | Chi tiết 1. Mùi Vị Tình Yêu (Lương Bằng Quang) 2. Trăm Phần Trăm Yêu Em (Bảo Thạch) 3. Chia Tay Bye Bye (Phương Uyên) - Mai Tiến Dũng & Tóc Tiên 4. Cố Quên Lại Càng Nhớ (Nguyễn Hoàng Duy) 5. Come Back (Phương Uyên) 6. Quay Mặt Bước Đi (Thái Thịnh) 7. Ta Chưa Quên Được Nhau (Mạnh Quân) 8. LK Dịu Dàng Đến Từng Phút Giây (Lương Bằng Quang) & Như Vẫn Còn Đây (Phúc Trường) - Mai Tiến Dũng & Hương Giang PBN 100 9. Khi Xưa Ta Bé (LV: Phạm Duy) - Mai Tiến Dũng & Hương Giang PBN 95 10. Say Nắng (Đình Bảo) 11. Lo Âu (LV: Thái Thịnh) 12. Tình Em Mãi Trao Về Anh (Thái Thịnh) - Mai Tiến Dũng & Diễm Sương 13. Bất Chợt Một Tình Yêu (Nguyễn Đức Cường) PBN 98 |
| 477     | Top Hits 43 - Mơ Một Tình Yêu                | Nhiều ca sĩ             | 12         | Trích từ Paris By Night 100 1. Tình Còn Đam Mê (Võ Hoài Phúc) - Tóc Tiên, Như Loan 2. Mơ Một Tình Yêu (Tùng Châu, Thái Thịnh) - Như Quỳnh, Minh Tuyết 3. Dịu Dàng Đến Từng Phút Giây (Lương Bằng Quang) - Mai Tiến Dũng, Hương Giang 4. Như Vẫn Còn Đây (Phúc Trường) - Mai Tiến Dũng, Hương Giang 5. Vì Sao Ta Mất Nhau (Quốc Hùng) - Trịnh Lam, Quỳnh Vi 6. Belle (LV: Thái Thịnh) - Thế Sơn, Trần Thái Hòa, Trịnh Lam 7. LK Tình Chết Theo Mùa Đông (Lam Phương), Vết Thương Cuối Cùng (Diên An) - Lương Tùng Quang, Hồ Lệ Thu 8. Cho Em Mãi Được Yêu (LV: Khúc Lan) - Tú Quyên, Diễm Sương 9. LK Một Ngày Không Có Anh (Y Vân, Nguyễn Long), Nếu Một Ngày (Khánh Băng) - Lưu Bích, Thủy Tiên 10. My Shining Star (Bảo Thạch) - Bảo Hân 11. Chỉ Còn Đêm Nay, Abanibi (LV: Chiêu Nghi) - Tommy Ngô, Lynda Trang Đài 12. Passion Remains - Như Loan, Tóc Tiên |
| 478     | The Best of Trường Vũ                        | Trường Vũ               | 14         | Chi tiết 1. Con Đường Mang Tên Em (Trúc Phương) - Trường Vũ & Như Quỳnh PBN 100 2. Tiếng Ca Đó Về Đâu (Châu Kỳ) PBN 78 3. Chia Xa (Hồng Vân) PBN 56 4. Xin Tròn Tuổi Loạn (Hoài Linh) PBN 61 5. Chuyện Ngày Cuối Năm (Song Ngọc) PBN 80 6. Tuyết Lạnh (Lê Dinh) - Trường Vũ & Hoàng Lan PBN 53 7. Tấm Ảnh Ngày Xưa (Lê Dinh) PBN 70 8. Thư Cho Vợ Hiền (Song Ngọc) PBN 74 9. Không Giờ Rồi (Vinh Sử) - Trường Vũ & Như Quỳnh PBN 60 10. Hát Cho Mai Sau (Trịnh Lâm Ngân) PBN 66 11. LK Nghèo (Trần Quý), Hai Đứa Nghèo (Như Phy), Phận Nghèo (Lê Mộng Bảo) - Trường Vũ, Mạnh Đình, Mạnh Quỳnh PBN 53 12. Điều Có Thật (Thế Hiển) PBN 59 13. Thư Về Em Gái Thành Đô (Duy Khánh) 14. LK Trong Tầm Mắt Đời & Thương Hận (Tú Nhi) - Trường Vũ & Chế Linh PBN 79 |
| 479     | Top Hits 44 - Tại Sao Là Không               | Nhiều ca sĩ             | 11         | Trích từ Paris By Night 100 1. Giọt Mưa Thu (Đặng Thế Phong, Bùi Công Ký) - Lam Anh, Nguyệt Anh 2. LK Tôi Muốn Quên Người (Khánh Băng), Nửa Hồn Thương Đau (Phạm Đình Chương) - Nguyễn Hưng, Ngọc Anh 3. Xin Lỗi Anh (Hoài An) - Minh Tuyết, Bằng Kiều 4. Tại Sao Là Không? (Diệu Hương) - Don Hồ, Thanh Hà 5. Ngày Đó Chúng Mình (Phạm Duy) - Ngọc Hạ, Trần Thái Hòa 6. LK Lời Cuối Cho Em (Nguyễn Ánh 9), Nhìn Nhau Lần Cuối (Nguyễn Vũ), Diều Giản Dị (Phú Quang), Yêu Em (Lê Hựu Hà) - Thế Sơn, Thu Phương 7. LK Trăm Nhớ Ngàn Thương (Lam Phương), 10 Năm Tình Cũ (Trần Quảng Nam), Phải Chi Em Đừng Có Chồng (Mặc Thế Nhân) - Elvis Phương, Ý Lan 8. Chân Trời Tím (Trần Thiện Thanh) - Hương Lan, Thái Châu 9. Giọt Lệ Cho Ngàn Sau (Từ Công Phụng) - Duy Quang, Phi Khanh 10. LK Tiễn Đưa (Song Ngọc, Nguyên Sa), Về Mái Nhà Xưa (Nguyễn Văn Đông) - Thanh Tuyền, Khánh Ly 11. The Prayer - Tuấn Ngọc, Khánh Hà |
| 480     | Best of Duets - Xin Lỗi Anh                  | Minh Tuyết              | 14         | Chi tiết 1. Xin Lỗi Anh (Hoài An) - Minh Tuyết & Bằng Kiều PBN 100 2. Dư Âm Tình Ta (Hoài An) - Minh Tuyết & Trịnh Lam PBN 96 3. Đừng Giấu Trong Lòng (Hoài An) - Minh Tuyết & Nguyễn Thắng PBN 95 4. Vị Ngọt Đôi Môi (Tùng Châu & Lê Hựu Hà) - Minh Tuyết & Thế Sơn PBN 69 5. Giờ Thì Anh Đã Biết (Thái Thịnh) - Minh Tuyết & Bằng Kiều PBN 86 6. Giữa Đôi Mình (Hoài An) - Minh Tuyết & Mai Tiến Dũng 7. Yêu Mãi Ngàn Năm (Tùng Châu & Nguyễn Ngọc Thiện) - Minh Tuyết & Lâm Nhật Tiến PBN 73 8. Những Lời Mê Hoặc (LV: Phạm Duy) - Minh Tuyết & Trần Thái Hòa 9. LK Tình Em Ngọn Nến (LV: Khúc Lan), Tàn Tro (LV: Julie), Dù Tình Yêu Đã Mất (Hoàng Nhạc Đô) - Minh Tuyết & Don Hồ PBN 96 10. Bài Ca Kỷ Niệm (Tú Nhi) - Minh Tuyết & Quang Lê 11. Trọn Kiếp Bình Yên (Đăng Anh) - Minh Tuyết & Dương Triệu Vũ PBN 79 12. Tình Dù Trăm Lối (Tùng Châu & Nguyễn Ngọc Thiện) - Minh Tuyết & Lương Tùng Quang PBN 84 13. LK Phố Cũ Vắng Anh (LV: Minh Tâm) & Sao Phải Cách Xa (LV: Võ Hoài Phúc) - Minh Tuyết & Nguyễn Thắng PBN 98 14. Bởi Vì Anh Yêu Em (Phan Đinh Tùng) - Minh Tuyết & Bằng Kiều PBN 93 |
| 481     | Chuyện Người Con Gái                         | Hương Thủy              | 14         | Chi tiết 1. Bến Sông Chờ (Mạnh Quỳnh) 2. Chiếc Xuồng (Tô Thanh Tùng) - Hương Thủy & Quang Lê 3. Chuyện Người Con Gái (Thái Hùng) PBN Divas 4. Con Đò Lỡ Hẹn (Phạm Thanh Thảo) 5. Đò Dọc (Trầm Tử Thiêng) - Hương Thủy & Mai Thiên Vân 6. Công Ơn Cha Mẹ (Minh Ngọc) 7. Tân Cổ: Quán Gấm Đầu Làng (Giao Tiên, Vinh Sử) - Hương Thủy & Thế Sơn 8. Trở Lại Bạc Liêu (Vũ Đức Sao Biển) 9. Gió Về Miền Xuôi (Anh Việt Thu) 10. Sóc Sờ Bai Sóc Trăng (Thanh Sơn) PBN 99 11. Tâm Sự Đời Tôi (Thanh Hằng) 12. Lý Quạ Kêu PBN 98 13. Về Quê (Phó Đức Phương) 14. LK Mẹ Từ Bi (Chúc Linh & Thích Từ Giang) & Chùa Tôi (Chúc Linh) - Hương Thủy & Kỳ Phương Uyên PBN 100 |

### 2011
| Mã TNCD | Tên CD                                                     | Nghệ sĩ                 | Số bài hát | Danh sách bài hát |
| ------- | ---------------------------------------------------------- | ----------------------- | ---------- | --- |
| 482     | Tạ Tình                                                    | Ngọc Anh                | 12         | Chi tiết 1. Nửa Hồn Thương Đau (Phạm Đình Chương) PBN 100 2. Sầu Vương Khói Mây (Ngọc Trọng) 3. Sầu Khúc (Châu Đình An) 4. Tháng Sáu Trời Mưa (Hoàng Thanh Tâm) PBN 99 5. Cuối Cùng Là Hư Vô (LV: Lê Xuân Trường) 6. Riêng Một Góc Trời (Ngô Thụy Miên) - Ngọc Anh & Bằng Kiều 7. Cho Em Quên Tuổi Ngọc (Lam Phương) 8. Em Về Nào Có Hay (Hoàng Trọng Thụy) 9. Tạ Tình (Hoàng Thi Thơ) - Ngọc Anh & Trần Thái Hòa 10. Mùa Thu Chết (Phạm Duy) PBN Divas 11. Tình Khúc Thứ Nhất (Vũ Thành An) 12. Em Hãy Về Đi (Hải Nguyễn) |
| 483     | Tân Cổ - Nếu Chúng Mình Cách Trở                           | Mạnh Quỳnh, Phi Nhung   | 11         | Chi tiết 1. Thương Hoài Ngàn Năm (Tân nhạc: Phạm Mạnh Cương, Vọng cổ: Nguyễn Nhân Tâm) - Mạnh Quỳnh & Phi Nhung 2. Ngày Buồn (Tân nhạc: Lam Phương, Vọng cổ: Nguyễn Nhân Tâm) - Mạnh Quỳnh & Phi Nhung PBN 100 3. LK Thương Tình Nhân (Hoài Nam) - Mạnh Quỳnh & Phi Nhung 4. Ướt Lem Chữ Đời (Vũ Quốc Việt) - Phi Nhung PBN 97 5. Nhớ Vợ Hiền (Viễn Châu) - Mạnh Quỳnh 6. Nếu Chúng Mình Cách Trở (Tân nhạc: Tú Nhi, Vọng cổ: Mạnh Quỳnh) - Mạnh Quỳnh & Phi Nhung PBN 95 7. Thiệp Hồng Anh Viết Tên Em (Hoài Linh) - Mạnh Quỳnh & Phi Nhung 8. Tuyết Lạnh (Tân nhạc: Lê Dinh, Vọng cổ: Loan Thảo) - Mạnh Quỳnh & Phi Nhung 9. Dạ Cổ Hoài Lang (Cao Văn Lầu) - Phi Nhung 10. Kiếp Cầm Ca (Tân nhạc: Huỳnh Anh, Vọng cổ: Viễn Châu, Mộc Linh, Võ Thanh Phong) - Phi Nhung & Phượng Liên PBN 94 11. Ơn Nghĩa Sinh Thành (Tân nhạc: Dương Thiệu Tước, Vọng cổ: Mạnh Quỳnh) - Mạnh Quỳnh & Xuân Mai PBN 81      |
| 484     | Mộng Chiều Xuân                                            | Nhiều ca sĩ             | 12         | Trích từ Paris By Night 101 1. Thư Xuân Hải Ngoại (Trầm Tử Thiêng) - Ngọc Hạ 2. Mùa Xuân Trên Đỉnh Bình Yên (Từ Công Phụng) - Quang Dũng 3. Mộng Chiều Xuân (Ngọc Bích) - Thanh Hà 3. Nụ Cười Sơn Cước (Tô Hải) - Trần Thái Hòa 5. Nụ Xuân (Đỗ Anh Hùng) - Quỳnh Vi & Nguyệt Anh 6. Mùa Xuân Sao Chưa Về Hỡi Em (Trường Sa) - Tuấn Ngọc PBN 44 7. Em Đã Thấy Mùa Xuân Chưa (Quốc Dũng) - Khánh Hà 8. Em Đến Thăm Anh Đêm 30 (Vũ Thành An, thơ: Nguyễn Đình Toàn) - Khánh Ly PBN 64 9. Quê Tôi (Minh Vy) - Tú Quyên, Hương Giang, Diễm Sương 10. Những Kiếp Hoa Xuân (Anh Bằng) - Hồ Lệ Thu 11. Cánh Hoa Xưa (Hoàng Trọng) - Khánh Ly 12. Nắng Có Còn Xuân (Đức Trí) - Ngọc Hạ |
| 485     | Bài Ca Tết Cho Em                                          | Nhiều ca sĩ             | 13         | Trích từ Paris By Night 101 1. Bài Ca Tết Cho Em (Quốc Dũng) - Quang Lê 2. Quê Hương Mùa Xuân (Tiến Luân) - Phi Nhung 3. LK Trăng Về Thôn Dã (Hoài An & Huyền Linh) & Rước Tình Về Với Quê Hương (Hoàng Thi Thơ) - Thế Sơn & Hương Thủy 4. Nghĩ Chuyện Ngày Xuân (Song Ngọc) - Mai Thiên Vân 5. Mùa Xuân Đầu Tiên (Tuấn Khanh) - Thế Sơn & Như Quỳnh PBN 64 6. Giọt Cà Phê Đầu Tiên (Trần Thiện Thanh) - Trường Vũ & Mạnh Quỳnh 7. Mùa Xuân Của Mẹ (Trịnh Lâm Ngân) - Ngọc Hạ PBN 66 8. Xuân Đẹp Làm Sao (Thanh Sơn) - Như Quỳnh 9. Ngày Xuân Thăm Nhau (Hoài An & Trang Dũng Phương) - Duy Trường & Quỳnh Dung 10. LK Cảm Ơn & Xuân Này Con Không Về (Trịnh Lâm Ngân) - Mạnh Quỳnh, Phi Nhung, Thế Sơn, Như Quỳnh PBN 66 11. Hoa Đào Năm Trước (Nguyễn Hiền) - Phương Diễm Hạnh PBN 58 12. Thư Xuân Trên Rừng Cao (Trịnh Lâm Ngân) - Quang Lê PBN 66 13. Chúc Xuân (Lữ Liên) - Việt Hương, Thúy Nga, Bé Tí |
| 486     | Xuân Với Đời Sống Mới                                      | Nhiều ca sĩ             | 11         | Trích từ Paris By Night 101 1. Ngày Tết Việt Nam (Hoài An) - Tóc Tiên, Quỳnh Vi, Nguyệt Anh, Hương Giang, Diễm Sương, Kỳ Phương Uyên 2. Khúc Giao Mùa (Huy Tuấn) - Trịnh Lam & Lam Anh 3. Người Tình Ơi Mơ Gì (Nguyễn Tường Văn) - Mai Tiến Dũng & Tóc Tiên 4. Giao Mùa (Võ Hoài Phúc) - Lưu Bích & Trần Quang Vũ 5. Điệp Khúc Mùa Xuân (Quốc Dũng) - Thủy Tiên 6. Chân Tình (Trần Lê Quỳnh) - Lương Tùng Quang 7. Phố Hoa (Hoài An) - Như Loan 8. Xuân Với Đời Sống Mới (Tuấn Vũ) - Ngọc Anh 9. Hát Với Chú Ve Con (Thanh Tùng) - Minh Tuyết 10. Tình Có Như Không (Trần Thiện Thanh) - Nguyễn Hưng 11. Ca Khúc Mừng Xuân (Văn Phụng) - Don Hồ & Kỳ Phương Uyên |
| 487     | Phải Lòng Con Gái Bến Tre                                  | Quang Lê, Mai Thiên Vân | 11         | Chi tiết 1. Múc Ánh Trăng Vàng (Hoàng Thi Thơ) - Quang Lê & Mai Thiên Vân 2. Cõi Nhớ (Sông Trà) - Quang Lê 3. Chờ Người (Khánh Băng) - Mai Thiên Vân 4. Duyên Kiếp (Lam Phương) - Quang Lê & Mai Thiên Vân 5. Mình Chẳng Nợ Nhau (Song Ngọc) - Mai Thiên Vân 6. Áo Cưới Màu Hoa Cà (Hoài Linh) - Quang Lê 7. Tôi Yêu Người, Tôi Xa Người (Hoài Thu) - Quang Lê & Mai Thiên Vân 8. Đau Xót Lý Chim Quyên (Vũ Đức Sao Biển) - Mai Thiên Vân 9. Phải Lòng Con Gái Bến Tre (Phan Ni Tấn, thơ: Luân Hoán) - Quang Lê & Mai Thiên Vân 10. Chiều Nước Lũ (Vinh Sử) - Quang Lê 11. Chuyện Tình Buồn Trăm Năm (Song Ngọc) - Quang Lê & Mai Thiên Vân PBN 100 |
| 488     | The Best of Như Loan                                       | Như Loan                | 14         | Chi tiết 1. Yêu Nhau Dưới Nắng Mai (LV: Minh Châu) PBN 75 2. Men Say Tình Ái (LV: Hoài An) PBN 63 3. Khi Có Chàng (LV: Minh Phúc) PBN 71 4. Người Điên Biết Yêu (Lê Minh Kha) 5. Nếu Không Có Em Bên Đời (LV: Vũ Xuân Hùng) - Như Loan & Trần Thái Hòa PBN 79 6. Boulevard PBN 98 7. Khi Giấc Mơ Về (Đức Trí) - Như Loan & Lâm Nhật Tiến PBN 69 8. Buồn Trong Đêm Mưa (LV: Khúc Lan) 9. Em Muốn Tin Anh (Quốc Hùng) PBN Divas 10. Tình Đã Lãng Quên (LV: Huỳnh Nhật Tân) - Như Loan & Nguyễn Thắng PBN 92 11. Hỡi Người Tình (LV: Khúc Lan) 12. Màu Xanh Tình Yêu (Sỹ Đan) PBN 97 13. Về Đây Anh (Trịnh Nam Sơn) PBN 86 14. LK Những Ngày Mưa Gió & Nỗi Nhớ Dịu Êm (Bảo Chấn) - Như Loan & Nguyệt Anh PBN 95 |
| 489     | Anh Đã Xa Tôi                                              | Lam Anh                 | 11         | Chi tiết 1. Anh Đã Xa Tôi (Trần Quang Lộc) 2. Bến Mơ 3. Nếu Mai Rời Xa (Hoài An) 4. Thiên Đàng Không Xa (Tùng Châu, Lê Hựu Hà) - Lam Anh & Trần Thái Hòa 5. Vẫn Hát Lời Tình Yêu (Dương Thụ) 6. Khoảnh Khắc (Trương Quý Hải) 7. Nếu Biết Xa Anh (Trịnh Nam Sơn) 8. Hứa Với Em (Hoài An) - Lam Anh & Trần Quang Vũ 9. Khúc Tình Dối Gian (LV: Vũ Xuân Hùng) 10. Chưa Bao Giờ (Việt Anh) 11. Nếu Đã Yêu (Tùng Châu, Lê Hựu Hà) PBN Divas |
| 490     | Top Hits 45 - Tình Khúc Lam Phương - Mùa Thu Yêu Đương     | Nhiều ca sĩ             | 10         | Trích từ Paris By Night 102 1. LK Mùa Thu Yêu Đương, Bé Yêu - Mai Tiến Dũng, Tóc Tiên 2. Hạnh Phúc Trong Tầm Tay - Kỳ Phương Uyên 3. LK Tình Đau, Yêu Nhau Bốn Mùa - Quỳnh Vi, Như Loan 4. Một Đời Tan Vỡ - Lưu Bích 5. Kiếp Phiêu Bồng - Trịnh Lam 6. Mưa Lệ - Thanh Hà 7. Thành Phố Buồn - Don Hồ 8. LK Em Là Tất Cả, Duyên Kiếp, Cỏ Úa - Bằng Kiều, Minh Tuyết 9. Tình Đẹp Như Mơ - Lương Tùng Quang 10. Đoàn Người Lữ Thứ - Hợp Ca |
| 491     | Tình Khúc Lam Phương - Đèn Khuya                           | Nhiều ca sĩ             | 12         | Trích từ Paris By Night 102 1. Đèn Khuya - Mai Thiên Vân 2. Xin Thời Gian Qua Mau - Mai Thiên Vânn 3. LK Tình Chết Theo Mùa Đông, Giọt Lệ Sầu - Thái Châu, Hương Lan 4. Rừng Xưa - Hương Thủy 5. Thuyền Không Bến Đỗ - Như Quỳnh 6. LK Khóc Thầm, Buồn Chi Em Ơi - Phi Nhung, Duy Trường 7. Lầm - Nguyễn Hưng 8. Chỉ Còn Là Kỷ Niệm - Hoàng Lan PBN 56 9. Đoạn Cuối Một Cuộc Tình - Như Quỳnh 10. Nắng Đẹp Miền Nam - Quang Lê 11. Bài Tango Cho Em - Mai Thiên Vân 12. Ngày Buồn - Phương Diễm Hạnh PBN 72 |
| 492     | Top Hits 46 - Tình Khúc Lam Phương - Cho Em Quên Tuổi Ngọc | Nhiều ca sĩ             | 12         | Trích từ Paris By Night 102 1. Cho Em Quên Tuổi Ngọc - Lam Anh 2. Em Đi Rồi - Ngọc Anh 3. Thu Sầu - Ngọc Hạ 4. Xót Xa - Trần Thái Hòa 5. Bài Thơ Không Đoạn Kết - Thu Phương 6. Như Giấc Chiêm Bao - Thế Sơn 7. Tình Nghĩa Đôi Ta Chỉ Thế Thôi - Hồ Lệ Thu 8. Biển Tình - Diễm Sương 9. Kiếp Tha Hương - Khánh Ly 10. Lạy Trời Con Được Bình Yên - Khánh Hà 11. Một Mình - Trần Thái Hòa 12. Hạnh Phúc Mang Theo - Ý Lan PBN 71 |
| 493     | Kẻ Trắng Tay                                               | Duy Trường              | 12         | Chi tiết 1. Tội Tình (Hàn Châu) PBN 103 2. Kẻ Trắng Tay (Ngọc Sơn) 3. Chuyện Buồn Tình Yêu (Mặc Thế Nhân) - Duy Trường & Mai Thiên Vân 4. Đừng Trách Anh Tội Nghiệp (Vinh Sử) 5. Siết Chặt Bàn Tay (Trúc Phương) - Duy Trường & Quỳnh Dung 6. Đám Cưới Nghèo (Thu Anh) 7. LK Phận Bạc (Vinh Sử) & Tội Tình (Hàn Châu) - Duy Trường, Mai Thiên Vân, Quỳnh Dung 8. Tiễn Biệt (Tô Thanh Tùng) 9. LK Khóc Thầm & Buồn Chi Em Ơi (Lam Phương) - Duy Trường & Phi Nhung PBN 102 10. Một Thuở Yêu Em 11. Ngày Xuân Thăm Nhau (Hoài An & Trang Dũng Phương) - Duy Trường & Quỳnh Dung PBN 101 12. Tân Cổ: Tình Đời 2 (Tân nhạc: Ngọc Sơn, Vọng cổ: Duy Trường) |
| 494     | Thánh Tâm Chúa                                             | Mai Thiên Vân           | 10         | Chi tiết 1. Kinh Hòa Bình (Kim Long) 2. Thánh Tâm Chúa Giê-su (Hoài Đức) 3. Tôi Không Còn Cô Đơn (Hùng Lân) 4. Con Chỉ Là Tạo Vật (Phan-xi-cô) 5. Chút Lòng Son (Hồng Trần & Phạm Đình Đài) 6. Bờ Đá Xanh Tạ Tội (Đỗ Vy Hạ) 7. Cầu Cho Cha Mẹ 2 (Phan-xi-cô) 8. Nếu Chúa Là (Kim Long & Kim Ngân) 9. Chúa Đã Thấy 10. Phút Linh Thiêng (Lm. Thành Tâm) |
| 495     | My Turn                                                    | Tóc Tiên                | 10         | Chi tiết 1. Gục Ngã (Phúc Trường) PBN 103 2. Người Đẹp (Nguyễn Hồng Thuận) 3. Không Gian Ba Chiều (Nguyễn Hải Phong) 4. Yêu Như Chưa Biết Yêu Bao Giờ (Vĩnh Tâm) 5. Nước Mắt Đêm Thâu (Nguyễn Hồng Thuận) 6. My Turn (Thanh Bùi, Hoàng Huy Long) 7. Chỉ Cần Một Giây Thôi (Yên Lam) 8. Đã Phai (Phúc Trường) 9. Bao Giờ Ta Lại Yêu (Nguyễn Đức Cường) 10. Làm Sao Giữ Được Anh (Vĩnh Tâm) PBN Divas |
| 496     | Top Hits 47 - Còn Tuổi Nào Cho Em                          | Nhiều ca sĩ             | 12         | Trích từ Paris By Night 103 1. Giáng Ngọc (Ngô Thụy Miên) - Bằng Kiều 2. Gọi Người Yêu Dấu (Vũ Đức Nghiêm) - Thanh Hà 3. Bài Không Tên Cuối Cùng (Vũ Thành An) - Ngọc Anh 4. Trái Tim Tội Lỗi (Quốc Dũng) - Lam Anh 5. Nghìn Trùng Xa Cách (Phạm Duy) - Thu Phương 6. Sầu Khúc Mùa Đông (Đức Trí) - Hương Giang 7. Một Đời Yêu Em (Trần Thiện Thanh) - Thế Sơn 8. Nét Son Buồn (Ngọc Sơn) - Ngọc Liên 9. Người Đi Qua Đời Tôi (Phạm Đình Chương, Trần Dạ Từ) - Trần Thái Hòa 10. Còn Tuổi Nào Cho Em (Trịnh Công Sơn) - Minh Tuyết 11. Tuổi Đá Buồn (Trịnh Công Sơn) - Quang Dũng 12. Xin Trả Nợ Người (Trịnh Công Sơn) - Khánh Ly |
| 497     | Top Hits 48 - Môi Xinh Nụ Cười                             | Nhiều ca sĩ             | 12         | Trích từ Paris By Night 103 1. Ngỡ (Khắc Việt) - Lam Anh 2. Môi Xinh Nụ Cười (Hoài An) - Mai Tiến Dũng 3. Gục Ngã (Phúc Trường) - Tóc Tiên 4. Một Mình Trong Đêm (Quốc Hùng) - Kỳ Phương Uyên 5. Hỏi Người Còn Nhớ Đến Ta (Hoàng Thi Thơ) - Trịnh Lam 6. Chén Đắng (Trương Lê Sơn) - Hồ Lệ Thu 7. Đời Không Còn Nhau (Diệu Hương) - Don Hồ 8. Hoang Mang (Võ Hoài Phúc) - Quỳnh Vi 9. Tình Yêu Không Có Lỗi (Minh Nhiên) - Nguyễn Hưng 10. Anh Và Em (Vũ Quốc Việt) - Lương Tùng Quang 11. Muộn (Nguyễn Hồng Thuận) - Lưu Bích 12. Yêu (Văn Phụng) - Như Loan, Diễm Sương |
| 498     | Nếu Đời Không Có Anh                                       | Nhiều ca sĩ             | 10         | Trích từ Paris By Night 103 1. Trả Lại Thời Gian (Thanh Sơn) - Như Quỳnh 2. Con Đường Mang Tên Em (Trúc Phương) - Trường Vũ, Như Quỳnh PBN 100 3. Nếu Đời Không Có Anh (Hoàng Trang) - Mai Thiên Vân 4. Hai Chuyến Tàu Đêm (Trúc Phương) - Quang Lê 5. Tội Tình (Hàn Châu) - Duy Trường 6. Họp Mặt Lần Cuối (Song Ngọc) - Hương Thủy 7. Em Về Với Người (Mặc Thế Nhân) - Hạ Vy 8. LK Nó Và Tôi (Song Ngọc), Những Ngày Xưa Thân Ái (Phạm Thế Mỹ) - Duy Trường, Thành An, Quỳnh Dung PBN 100 9. Luyến Thương - Mai Thiên Vân 10. Trăng Hờn Tủi (Đinh Trầm Ca) - Duy Trường |
| 499     | Yêu Không Nuối Tiếc                                        | Minh Tuyết              | 10         | Chi tiết 1. Tình Không Là Mơ (Quang Mẫn) 2. Yêu Không Nuối Tiếc (Phúc Trường) 3. Trái Tim Tật Nguyền - Minh Tuyết, Bằng Kiều 4. Yêu Nhau Sao Không Nói (Yên Lam) 5. Em Đi Qua Để Lại (Quốc Hùng) 6. Em Nhớ Anh Vô Cùng (Duy Mạnh) 7. Có Nhớ Tình Đầu (Hà Quang Minh) 8. Vẫn Muốn Yêu Trọn Đời (Võ Hoài Phúc) 9. Em Biết Không Nên Vấn Vương (Thái Thịnh) 10. Vũ Điệu Tình Say (Hoài An) - Minh Tuyết, Lương Tùng Quang |
| 500     | Top Hits 49 - Tình Đầu Tình Cuối                           | Nhiều ca sĩ             | 13         | Trích từ Paris By Night 104 1. Trăng Mờ Bên Suối (Lê Mộng Nguyên) - Ngọc Hạ 2. Mười Năm Yêu Em (Trầm Tử Thiêng) - Trần Thái Hòa 3. Về Đây Nghe Em (Trần Quang Lộc) - Nguyễn Ngọc Ngạn, Khánh Ly 4. Lần Đầu Cũng Là Lần Cuối (Vũ Chương, Dạ Cầm) - Khang Việt 5. Đừng Bỏ Em Một Mình (Phạm Duy, Minh Đức Hoài Trinh) - Hương Giang 6. Nếu Một Mai Em Sẽ Qua Đời (Phạm Duy) - Ngọc Anh 7. LK Nhạc Pháp - Elvis Phương, Khánh Hà 8. Thuở Ban Đầu (Phạm Đình Chương) - Nguyễn Hưng 9. Cho Tôi Lại Từ Đầu (Trần Quang Lộc) - Quỳnh Vi 10. Giấc Mơ Tuổi 20 (Hà Quang Minh) - Don Hồ 11. Về Lại Phố Xưa (Phú Quang) - Ngọc Liên 12. Như Chưa Bắt Đầu (Đức Trí) - Ý Lan 13. Tình Đầu Tình Cuối (Trần Thiện Thanh) - Thế Sơn, Thanh Hà |
| 501     | Top Hits 50 - Angel                                        | Nhiều ca sĩ             | 10         | Trích từ Paris By Night 104 1. Gọi Tên Ngày Mới (Võ Hoài Phúc) - Tóc Tiên, Kỳ Phương Uyên, Minh Tuyết, Như Quỳnh 2. Giới Hạn Cuối (Phúc Trường) - Minh Tuyết 3. Nơi Tình Yêu Bắt Đầu (Tiến Minh) - Bằng Kiều, Lam Anh 4. Tình Tuyệt Diệu (LV: Lữ Liên) - Lưu Bích 5. Mãi Một Mối Tình Đầu (Tùng Châu, Thái Thịnh) - Trịnh Lam, Diễm Sương 6. Bắt Đầu Một Kết Thúc (Phúc Trường) - Ánh Minh 7. Vai Chính Vai Phụ (Hoài An) - Tú Quyên 8. Quên Đi Hạnh Phúc Ban Đầu (Phúc Trường) - Như Loan 9. Hỡi Người, Hỡi Tình (Hoài An) - Lương Tùng Quang, Kỳ Phương Uyên 10. Angel (Hoài An) - Mai Tiến Dũng, Tóc Tiên |
| 502     | Nhạc Vàng Chọn Lọc                                         | Trần Thái Hòa           | 14         | Chi tiết 1. Mười Năm Yêu Em (Trầm Tử Thiêng) PBN 104 2. Xin Còn Gọi Tên Nhau (Trường Sa) PBN 95 3. Trở Về Mái Nhà Xưa (LV: Phạm Duy) - Trần Thái Hòa, Ngọc Hạ PBN 73 4. Ở Đâu Cũng Có Em (Trần Quảng Nam) PBN 99 5. Niệm Khúc Cuối (Ngô Thụy Miên) - Trần Thái Hòa, Thanh Hà PBN 84 6. Thôi (Y Vân, Nguyễn Long) PBN 93 7. LK Mắt Thu (Ngô Thụy Miên), Tuổi Xa Người (Từ Công Phụng) - Trần Thái Hòa, Hương Giang PBN 92 8. Xót Xa (Lam Phương) PBN 102 9. Ngày Đó Chúng Mình (Phạm Duy) - Trần Thái Hòa, Ngọc Hạ PBN 100 10. Người Đi Qua Đời Tôi (Phạm Đình Chương, Trần Dạ Từ) PBN 103 11. LK Đời Đá Vàng (Vũ Thành An), Tưởng Niệm (Trầm Tử Thiêng) - Trần Thái Hòa, Khánh Hà PBN 96 12. Hạ Trắng (Trịnh Công Sơn) PBN 89 13. LK Còn Gì Nữa Đâu, Kiếp Nào Có Yêu Nhau (Phạm Duy) - Trần Thái Hòa, Ngọc Hạ PBN 98 14. Cô Hàng Nước (Vũ Minh) PBN 90                                                      |

### 2012
| Mã TNCD | Tên CD                            | Nghệ sĩ                          | Số bài hát | Danh sách bài hát |
| ------- | --------------------------------- | -------------------------------- | ---------- | --- |
| 503     | Bao Giờ Em Lấy Chồng              | Mai Thiên Vân                    | 11         | Chi tiết 1. Đêm Tóc Rối (Hàn Châu) 2. Dấu Chân Kỷ Niệm (Thúc Đăng) 3. Mảnh Tình Thương (Mạnh Giác) 4. Ngày Xưa Anh Nói (Thúc Đăng & Thanh Tuyền) - Mai Thiên Vân & Quang Lê PBN 104 5. Đàn Tôi Yêu Một Tiếng Ca (Hoàng Lan) 6. Một Lần Lỡ Bước (Hoài Nam) 7. Mưa Buồn (Tú Nhi) - Mai Thiên Vân & Mai Quốc Huy 8. Mộng Ước (Lam Phương) 9. Tình Chàng Ý Thiếp (Y Vân) 10. Tâm Sự Ngày Chúa Nhật (Lê Dinh) 10. Bao Giờ Em Lấy Chồng (Minh Kỳ & Hoài Linh) |
| 504     | Phượng Buồn                       | Nhiều ca sĩ                      | 11         | Trích từ Paris By Night 104 1. Khi Đã Yêu (Phượng Linh) - Như Quỳnh 2. Chuyến Đò Không Em (Hoài Linh) - Duy Trường & Hạ Vy 3. Hoa Mười Giờ (Đài Phương Trang) - Mai Thiên Vân 4. Phút Đầu Tiên (Hoàng Thi Thơ) - Nguyên Lê & Quỳnh Dung 5. Ngày Xưa Anh Nói (Thúc Đăng & Thanh Tuyền) - Quang Lê & Mai Thiên Vân 6. Bội Bạc (Song Ngọc) - Duy Trường 7. LK Phượng Buồn (Thanh Sơn & Song Ngọc) & Kỷ Niệm Nào Buồn (Hoài An) - Mạnh Quỳnh & Như Quỳnh 8. Chiều Làng Em (Trúc Phương) - Mai Thiên Vân 9. Chuyện Người Đan Áo (Trường Sa) - Như Quỳnh 10. Thư Cho Vợ Hiền (Song Ngọc) - Duy Trường 11. Thiêng Liêng Tình Mẹ (Tân nhạc: Mai Thu Sơn, Vọng cổ: Viễn Châu) - Hương Lan & Hương Thủy |
| 505     | Top Hits 51 - Người Tình Trăm Năm | Nhiều ca sĩ                      | 11         | Trích từ Paris By Night 105 1. Người Tình Trăm Năm (Đức Huy) - Ngọc Anh, Minh Tuyết, Lưu Bích, Như Quỳnh, Kỳ Phương Uyên, Thanh Hà, Tóc Tiên, Như Loan, Quỳnh Vi, Lam Anh, Hạ Vy, Diễm Sương 2. Khi Người Yêu Lừa Dối (Phúc Trường) - Ánh Minh 3. Giận Anh (Đức Trí) - Diễm Sương 4. Có Khi Nào Rời Xa (Tiên Cookie) - Trịnh Lam 5. Cho Em Ngày Mới (Lưu Thiên Hương) - Tóc Tiên 6. Xin Em Nụ Cười (Hoài An) - Lương Tùng Quang 7. Ngó Lơ (Đình Bảo) - Mai Tiến Dũng 8. Người Tình Johnny (LV: Khúc Lan) - Như Loan 9. Tạm Biệt Tình Yêu (Minh Nhiên) - Nguyễn Hưng, Lưu Bích 10. Này Người Tình (Nguyễn Đức Cường) - Kỳ Phương Uyên 11. Điều Chưa Nói (Võ Hoài Phúc) - Don Hồ                |
| 506     | Top Hits 52 - Chàng               | Nhiều ca sĩ                      | 11         | Trích từ Paris By Night 105 1. Nụ Hồng Valentine (Nguyễn Kim Tuấn) - Ngọc Anh 2. Những Lời Mê Hoặc (LV: Phạm Duy) - Lam Anh 3. Chàng (LV: Nhật Ngân) - Quỳnh Vi 4. Ngỡ, Một Lần Nữa Em Quay Về (Phúc Trường) - Bằng Kiều, Minh Tuyết 5. Bài Hát Cho Người Kỹ Nữ (Nhật Ngân, Duy Trung) - Khang Việt 6. Dạ Khúc Cho Tình Nhân (Lê Uyên Phương) - Thu Phương 7. Yêu Là Chết Ở Trong Lòng (Phạm Duy) - Thanh Hà 8. Tình Hờ (Phạm Duy) - Thế Sơn 9. Mình Ơi (Diệu Hương) - Ngọc Hạ 10. Tình Khúc Buồn (Ngô Thụy Miên) - Trần Thái Hòa 11. Time To Say Goodbye - Khánh Hà, Tuấn Ngọc |
| 507     | Người Tình                        | Nhiều ca sĩ                      | 10         | Trích từ Paris By Night 105 1. Thương Lắm Mình Ơi (Vũ Quốc Việt) - Như Quỳnh 2. Giận Em (Lâm Thái Hiền) - Duy Trường 3. Người Tình (Phương Kim) - Mai Thiên Vân 4. Hương Tình Gái Quê (Hồng Xương Long) - Hương Thủy 5. Một Mai Giã Từ Vũ Khí (Nhật Ngân) - Khánh Lâm 6. Người Tình Không Đến (Ngân Giang) - Hạ Vy 7. Chiều Nước Lũ (Vinh Sử) - Quang Lê 8. Hoa Tím Người Xưa (Thanh Sơn) - Mai Thiên Vân 9. Xin Làm Người Xa Lạ (Tú Nhi) - Khánh Lâm 10. Đôi Mắt Người Xưa (Ngân Giang) - Quang Lê & Mai Thiên Vân |
| 508     | Mystical Night                    | Mai Tiến Dũng, Tóc Tiên          | 12         | Chi tiết 1. Lời Nhạt Phai (Lương Bằng Quang) - Tóc Tiên 2. My Dream (Bảo Thạch) - Mai Tiến Dũng & Tóc Tiên 3. Nhịp Đập Tình Yêu (Hoài An) - Mai Tiến Dũng 4. Rồi Mai Ta Bên Nhau (Nguyễn Đức Cường) - Mai Tiến Dũng & Tóc Tiên 5. Rồi Ánh Trăng Tan (Quốc Bảo) - Tóc Tiên 6. Chỉ Vì Yêu Em (Nguyễn Hoàng Duy) - Mai Tiến Dũng 7. Mystical Night (Hoài An & Ánh Minh) - Mai Tiến Dũng & Tóc Tiên 8. Hẹn Gặp Lại Em (Bảo Thạch) - Mai Tiến Dũng 9. Một Ngày Yêu (Võ Mạnh Hiền) - Tóc Tiên 10. Yêu Không Hối Tiếc (Phúc Trường) - Mai Tiến Dũng & Tóc Tiên 11. Đêm Nay Anh Mơ Về Em (Bảo Chấn) - Mai Tiến Dũng 12. Cho Em Ngày Mới (Lưu Thiên Hương) - Tóc Tiên PBN 105                          |
| 509     | Chung Vầng Trăng Đợi              | Duy Trường, Hạ Vy, Mai Thiên Vân | 10         | Chi tiết 1. LK Chuyện Người Đan Áo (Trường Sa), Con Đường Xưa Em Đi (Châu Kỳ & Hồ Đình Phương), Người Yêu Cô Đơn (Đài Phương Trang) - Duy Trường, Mai Thiên Vân, Hạ Vy 2. Tình Yêu Trả Lại Trăng Sao (Lê Dinh) - Mai Thiên Vân 3. Xa Người Mình Yêu (Cô Phượng) - Duy Trường & Hạ Vy 4. Sống Giả (Lâm Hùng) - Duy Trường 5. Xin Dìu Nhau Đến Tình Yêu (Đỗ Kim Bảng) - Hạ Vy 6. LK Làm Dâu Xứ Lạ (Vinh Sử) & Thuyền Xa Bến Đỗ (Huy Phương) - Duy Trường, Mai Thiên Vân, Hạ Vy 7. Đổi Thay (Hoa Linh Bảo & Hoàng Liên) - Mai Thiên Vân 8. Giận Hờn (Ngọc Sơn) - Duy Trường 9. Bài Ca Kỷ Niệm (Tú Nhi) - Hạ Vy 10. Chung Vầng Trăng Đợi (Hoàng Phương) - Duy Trường & Mai Thiên Vân              |
| 510     | 24 Giờ Phép                       | Khánh Lâm                        | 11         | Chi tiết 1. Xin Làm Người Xa Lạ (Tú Nhi) 2. Đôi Mắt Người Xưa (Ngân Giang) 3. 24 Giờ Phép (Trúc Phương) 4. LK Cây Đàn Bỏ Quên (Phạm Duy) & Đập Vỡ Cây Đàn (Hoa Linh Bảo) - Khánh Lâm & Hạ Vy 5. Có Thế Thôi (Thông Đạt & Tiến Tài) 6. Túy Ca (Tú Nhi) 7. Đêm Bơ Vơ (Duy Khánh) - Khánh Lâm & Hạ Vy 8. Về Đâu Mái Tóc Người Thương (Hoài Linh) 9. Cô Hàng Xóm (Lê Minh Bằng) 10. Không Còn Nhớ Người Yêu (Vinh Sử) 11. Một Mai Giã Từ Vũ Khí (Nhật Ngân) PBN 105 |
| 511     | Biển Đêm                          | Kỳ Phương Uyên                   | 14         | Chi tiết 1. Đừng Tiếc Nuối (Phúc Trường) 2. Dẫu Có Muộn Màng (Quốc An) 3. Có Lẽ (Phúc Trường) 4. Tình Là Nhớ (Bằng Cường) - Kỳ Phương Uyên & Mai Tiến Dũng 5. Nghi Ngờ (Phúc Trường) 6. Nếu Như Ngày Đó (Hoàng Nhã) 7. Biển Đêm (Phúc Trường) 8. Một Ngày Mùa Đông (Bảo Chấn) 9. Này Em, Tình Yêu (Võ Hoài Phúc) 10. Một Thoáng Hương Tình (Hoài An) 11. Hãy Nói Với Em (LV: Hà Quang Minh) PBN 98 12. Này Người Tình (Nguyễn Đức Cường) PBN 105 13. Hỡi Người, Hỡi Tình (Hoài An) - Kỳ Phương Uyên & Lương Tùng Quang PBN 104 14. Một Mình Trong Đêm (Quốc Hùng) PBN 103 |
| 512     | Đêm Huyền Diệu                    | Ngọc Anh                         | 15         | Chi tiết 1. Bao Giờ Biết Tương Tư (Phạm Duy & Ngọc Chánh) 2. Rong Chơi Cuối Trời Quên Lãng (Hoàng Thi Thơ) 3. Chuyện Tình (LV: Phạm Duy) 4. Đêm Huyền Diệu (Y Vân) 5. Trọn Kiếp Đơn Côi (Nguyễn Ánh 9) 6. Có Nhớ Đêm Nào (Khánh Băng) 7. Dừng Bước Giang Hồ (Hoàng Trọng, Quang Khải) 8. Ngăn Cách (Y Vân) 9. Mùa Đông Không Tuyết (Ngọc Anh) 10. Lệ Đá (Trần Trịnh, thơ: Hà Huyền Chi) 11. Sa Mạc Tình Yêu (LV: Khúc Lan) 12. Thiên Đàng Ái Ân (Lam Phương) 13. Nụ Hồng Valentine (Nguyễn Kim Tuấn) PBN 105 14. Nếu Một Mai Em Sẽ Qua Đời (Phạm Duy) PBN 104 15. Bài Không Tên Cuối Cùng (Vũ Thành An) PBN 103                                                                               |

### 2013
| Mã TNCD | Tên CD                                       | Nghệ sĩ                  | Số bài hát | Danh sách bài hát |
| ------- | -------------------------------------------- | ------------------------ | ---------- | --- |
| 513     | Top Hits 53 - Vẫn Yêu Một Người              | Nhiều ca sĩ              | 10         | Trích từ Paris By Night 106 1. Dáng Em Lụa Là (Lương Bằng Quang) - Ngọc Anh 2. Dối Trá (Lương Bằng Quang) - Lương Tùng Quang, Ánh Minh 3. Bốn Mùa Đợi Mong (Đình Bảo) - Quỳnh Vi, Kỳ Phương Uyên 4. Trả Lại Em (Hoài An) - Lưu Bích, Trịnh Lam 5. Vẫn Yêu Một Người (Nguyễn Hồng Thuận) - Quang Dũng, Minh Tuyết 6. Xóa Hết (Lương Bằng Quang) - Tóc Tiên 7. Anh Đừng Đi (Hoài An) - Mai Tiến Dũng, Hương Giang 8. Không Phải Em (Võ Hoài Phúc) - Anh Tú 9. Không Thể Quên Anh (Phúc Trường) - Như Loan, Diễm Sương 10. LK Mùa Thu Trong Mưa (Trường Sa), Búp Bê Không Tình Yêu (LV: Vũ Xuân Hùng) - Như Quỳnh, Diễm Sương, Quỳnh Vi, Lam Anh, Thanh Hà, Mai Thiên Vân, Hạ Vy, Minh Tuyết, Hương Giang, Hương Thủy, Kỳ Phương Uyên, Ngọc Anh, Tóc Tiên, Như Loan |
| 514     | Top Hits 54 - Chợt Nhớ & Tình Trái Ngang     | Nhiều ca sĩ              | 10         | Trích từ Paris By Night 106 1. LK Chợt Nhớ, Tình Trái Ngang (Nhật Trung) - Trần Thái Hòa, Lam Anh 2. Áo Lụa Hà Đông (Ngô Thụy Miên, Nguyên Sa) - Bằng Kiều 3. Trăng Dưới Chân Mình (Trần Lê Quỳnh) - Thu Phương 4. Gửi Gió Cho Mây Ngàn Bay (Đoàn Chuẩn, Từ Linh) - Đình Bảo 5. LK Buồn Vương Màu Áo (Ngọc Trọng), Tà Áo Cưới (Hoàng Thi Thơ) - Phạm Quốc Thái, Đình Bảo 6. Người Em Sầu Mộng (Y Vân, Lưu Trọng Lư) - Ý Lan 7. Từ Giọng Hát Em (Ngô Thụy Miên) - Thiên Tôn 8. Trắng (Trần Quảng Nam) - Don Hồ, Thanh Hà 9. Tôi Bán Đường Tơ (Thẩm Oánh) - Nguyễn Hưng 10. Mắt Diễm Buồn (Tô Thanh Tùng) - Thái Châu |
| 515     | Hoàng Oanh Collection - Sao Chưa Thấy Hồi Âm | Hoàng Oanh               | 13         | Chi tiết 1. Sao Chưa Thấy Hồi Âm (Châu Kỳ) PBN 78 2. Chiều Tàn (Lam Phương) PBN 88 3. Hương Bình Lưu Luyến (Hồ Kym Thanh) PBN 77 4. Tình Yêu Trả Lại Trăng Sao (Lê Dinh) PBN 70 5. Những Đồi Hoa Sim (Dzũng Chinh, thơ: Hữu Loan) - Hoàng Oanh & Mai Thiên Vân PBN 96 6. LK Nỗi Buồn Hoa Phượng & Lưu Bút Ngày Xanh (Thanh Sơn) - Hoàng Oanh, Hương Lan, Như Quỳnh PBN 83 7. Mong Chờ (Xuân Tiên) PBN 83 8. Về Đâu Mái Tóc Người Thương (Hoài Linh) - Hoàng Oanh & Phương Dung PBN 84 9. Thương Về Xứ Huế (Minh Kỳ) - Hoàng Oanh & Hà Thanh PBN 91 10. LK Ai Lên Xứ Hoa Đào & Bài Thơ Hoa Đào (Hoàng Nguyên) - Hoàng Oanh & Trung Chỉnh PBN 76 11. Người Yêu Của Lính (Trần Thiện Thanh) PBN 90 12. Một Người Đi (Mai Châu) PBN 95 13. Xuân Miền Nam (Văn Phụng) - Hoàng Oanh, Khánh Ly, Hương Lan, Phương Hồng Quế PBN 85 |
| 516     | Chuyện Tình Không Dĩ Vãng                    | Quang Lê                 | 10         | Chi tiết 1. Lời Tình Viết Vội (Trần Thiện Thanh) 2. Ngày Sau Sẽ Ra Sao (Vân Tùng) 3. Sầu Tím Thiệp Hồng (Hoài Linh) - Quang Lê & Lệ Quyên 4. Chuyện Tình Không Dĩ Vãng (Tâm Anh) 5. Chuyện Tình Hoa Mười Giờ (Đài Phương Trang) 6. Nhà Anh Nhà Em (Anh Sơn & Hà Liên Tử) - Quang Lê & Mai Thiên Vân 7. Thiệp Hồng Báo Tin (Minh Kỳ & Huy Cường) 8. Tiễn Người Đi (Lam Phương) 9. Tôi Vẫn Nhớ (Ngân Giang) - Quang Lê & Quỳnh Dung 10. Biệt Kinh Kỳ (Minh Kỳ & Hoài Linh) |
| 517     | Hai Đứa Giận Nhau                            | Nhiều ca sĩ              | 9          | Trích từ Paris By Night 106 1. LK Hạ Buồn & Nỗi Buồn Hoa Phượng (Thanh Sơn) - Duy Trường, Hạ Vy, Mai Thiên Vân 2. Hai Đứa Giận Nhau (Hoài Linh & Hà Vị Dương) - Trường Vũ & Mai Thiên Vân 3. LK Trời Huế Vào Thu Chưa Em (Trịnh Lâm Ngân) & Huế Và Em (Nhật Ngân) - Quang Lê & Như Quỳnh 4. Phiên Chợ Sông (Hoài An) - Duy Trường & Hạ Vy 5. Thoáng Giấc Mơ Qua (Nguyễn Vũ) - Mạnh Quỳnh & Mai Thiên Vân 6. Phận Tơ Tằm (Minh Kỳ) - Hương Lan 7. Ngày Buồn (Lam Phương) - Duy Trường 8. Khuya Nay Anh Đi Rồi (Châu Kỳ) - Hạ Vy 9. Tân cổ: Quán Gấm Đầu Làng (Tân nhạc: Giao Tiên, Vọng cổ: Thanh Tòng) - Thế Sơn, Hương Thủy, Calvin Hiệp |
| 518     | Mong Manh Tình Về                            | Thanh Hà                 | 12         | Chi tiết 1. Có Đôi Lần (Đức Trí) 2. Về Đây Anh (Trịnh Nam Sơn) 3. Những Ngày Mưa (Phương Nga) 4. Chỉ Còn Ánh Mắt (Xuân Hiếu) 5. Ngày Nắng Qua Mau (Dũng Đà Lạt) 6. Lạc Mất Đời Nhau (Trần Phương Khánh) 7. Giân Anh (Đức Trí) 8. Trắng (Trần Quảng Nam) - Thanh Hà & Don Hồ PBN 106 9. Rồi Anh Cũng Ra Đi (LV: Huỳnh Nhật Tân) 10. Mong Manh Tình Về (Đức Trí) 11. Đừng Bao Giờ Hứa (Lê Tín Hương) 12. Bonus: Nếu Xa Nhau (Đức Huy) - Thanh Hà & Roland |
| 519     | Một Đời Em Đã Yêu                            | Minh Tuyết               | 12         | Chi tiết 1. Một Đời Em Đã Yêu (Võ Hoài Phúc) PBN 107 2. Nặng Lòng (Phúc Trường) 3. Nếu Em Được Lựa Chọn (Thái Thịnh) 4. Trôi Qua (Lương Bằng Quang) - Minh Tuyết & Roland 5. Vẫn Yêu Một Người (Nguyễn Hồng Thuận) - Minh Tuyết & Quang Dũng PBN 106 6. Nơi Tình Yêu Bắt Đầu (Tiến Minh) 7. Em Cô Đơn Nhớ Anh (Huỳnh Nhật Tân) 8. Đừng Hỏi Em (Hoài An) 9. Ngỡ, Một Lần Nữa Em Quay Về (Phúc Trường) - Minh Tuyết & Bằng Kiều PBN 105 10. Còn Gì Cho Nhau (Thái Thịnh) 11. Về Đây Anh (Trịnh Nam Sơn) 12. Giấc Mơ Không Chỉ Của Riêng Ai (Võ Hoài Phúc) |
| 520     | Sunrise                                      | Ánh Minh                 | 12         | Chi tiết 1. Sunrise (Andrew Underberg) 2. Khi Người Yêu Lừa Dối (Phúc Trường) PBN 105 3. Mơ (Kiên Trần) 4. Tình Yêu Vụn Vỡ (Lương Bằng Quang) 5. Dối Trá (Lương Bằng Quang) - Ánh Minh & Lương Tùng Quang PBN 106 6. Breaking Away (Dương Khắc Linh, Ánh Minh, Hoàng Huy Long, Trang Pháp) 7. Em Đang Ngủ Quên (Lương Bằng Quang) 8. Remember Me (Dương Khắc Linh, Hoàng Huy Long) 9. Bắt Đầu Một Kết Thúc (Phúc Trường) PBN 104 10. Bước Cùng Thời Gian (Lương Bằng Quang) PBN 108 11. Bắt Đầu (Phúc Trường, Andrew Underberg) 12. Bonus: Remember Me (Dương Khắc Linh, Hoàng Huy Long) - Remix |
| 521     | Top Hits 55 - Lột Xác                        | Nhiều ca sĩ              | 10         | Trích từ Paris By Night 107 1. Lột Xác (Nguyễn Hải Phong) - Mai Tiến Dũng, Tóc Tiên 2. Em Vẫn Buồn Như Xưa (LV: Lữ Liên) - Lưu Bích 3. LK Buồn (Y Vân), Men Say Nồng (Trịnh Lam) - Kỳ Phương Uyên, Trịnh Lam 4. Một Đời Em Đã Yêu (Võ Hoài Phúc) - Minh Tuyết 5. LK Xa Em Kỷ Niệm (LV: Anh Tài), Cuộc Tình Trong Cơn Mưa (LV: Huỳnh Nhật Tân) - Don Hồ, Ánh Minh 6. Ước Muốn Lặng Thầm (Vĩnh Tâm) - Lam Anh 7. LK Tình Cho Không (LV: Phạm Duy), Làm Sao Em Biết - Như Loan, Quỳnh Vi 8. Vắng Bóng Người Yêu (LV: Phạm Duy) - Diễm Sương, Hương Giang 9. LK Linh Hồn Và Thể Xác, Con Ma (Nguyễn Hải Phong) - Anh Tú, Thu Phương 10. Bánh Xe Lãng Tử (Trọng Khương) - Nguyễn Hưng |
| 522     | Trả Lại Anh                                  | Nhiều ca sĩ              | 9          | Trích từ Paris By Night 107 1. Kẻ Ở Miền Xa (Trúc Phương) - Giang Tử 2. LK Vòng Tay Nào Cho Em (Ngọc Lan & Lê Hoàng Vũ) & Vì Trong Nghịch Cảnh (Hoài Nam) - Trường Vũ & Mai Thiên Vân 3. LK Bóng Nhỏ Đường Chiều & Đêm Tâm Sự (Trúc Phương) - Hương Lan & Thái Châu 4. Chiều Xuân Xa Nhà (Nhật Ngân, thơ: Huy Phương) - Quang Lê 5. Mấy Nhịp Cầu Tre (Hoàng Thi Thơ) - Hạ Vy 6. LK Đêm Cuối (Ngọc Sơn) & Đoạn Cuối Tình Yêu (Tú Nhi) - Duy Trường & Lương Tùng Quang 7. Trả Lại Anh (Đức Quỳnh) - Như Quỳnh 8. LK Phận Nghèo (Lê Mộng Bảo) & Truyện Tình Nghèo (Hàn Sinh) - Mạnh Quỳnh & Hương Thủy 9. Xin Tròn Tuổi Loạn (Hoài Linh) - Khánh Lâm |
| 523     | Top Hits 56 - Giọt Nắng Bên Thềm             | Nhiều ca sĩ              | 11         | Trích từ Paris By Night 107 1. Cảm Ơn Người Tình (Lam Phương) - Ngọc Anh 2. Giọt Nắng Bên Thềm (Thanh Tùng) - Bằng Kiều 3. Đâu Phải Bởi Mùa Thu (Phú Quang) - Ngọc Hạ 4. Đôi Mắt Người Sơn Tây (Phạm Đình Chương, Quang Dũng) - Trần Thái Hòa 5. Mùa Thu Paris (Phạm Duy, Cung Trầm Tưởng) - Ý Lan 6. 20 Năm Bến Lạ (Song Ngọc) - Thế Sơn 7. Tình Trong Dĩ Vãng (Ngọc Trọng) - Lam Anh 8. Dáng Xưa Về Đâu (Ngọc Trọng) - Thanh Hà 9. Cô Láng Giềng (Hoàng Quý) - Đình Bảo 10. Người Yêu Tôi Khóc (Trần Thiện Thanh) - Thiên Tôn 11. Ô Mê Ly (Văn Phụng, Văn Khôi) - Như Quỳnh, Thế Sơn, Thanh Hà, Don Hồ, Ngọc Anh, Trần Thái Hòa |
| 524     | Hương Xưa                                    | Thiên Tôn                | 11         | Chi tiết 1. Chiếc Lá Cuối Cùng (Tuấn Khanh) 2. Bài Không Tên Số 7 (Vũ Thành An) 3. Thu Quyến Rũ (Đoàn Chuẩn - Từ Linh) 4. Lệ Đá (Trần Trịnh, thơ: Hà Huyền Chi) 5. Thung Lũng Hồng (Phạm Mạnh Cương) 6. Rồi Mai Tôi Đưa Em (Trường Sa) 7. Hương Xưa (Cung Tiến) PBN 108 8. Lòng Mẹ (Y Vân) 9. Đêm Đông (Nguyễn Văn Thương, Kim Minh) 10. Tuổi Xa Người (Từ Công Phụng) 11. Từ Giọng Hát Em (Ngô Thụy Miên) PBN 106 |
| 525     | 9                                            | Mai Tiến Dũng            | 10         | Chi tiết 1. Đến Khi Nào Vơi (Châu Đăng Khoa) 2. Love Song (Kiên Trần) 3. Thiếu Vắng (Kiên Trần) 4. Đừng Nhìn Lại (Bảo Thạch) 5. Bám Víu Đêm Dài (Lương Bằng Quang) 6. Lắng Nghe Thời Gian (Lương Bằng Quang) PBN 108 7. Không Thể 8. Mang Về Cho Anh (Châu Đăng Khoa) 9. Anh Biết (Hoàng Tôn) 10. Bonus: Lắng Nghe Thời Gian (Lương Bằng Quang) - Remix |
| 526     | Nhật Ký Đời Tôi                              | Trường Vũ, Mai Thiên Vân | 12         | Chi tiết 1. Nói Với Người Tình (Thăng Long & Trúc Sơn) - Trường Vũ & Mai Thiên Vân 2. Lính Trận Miền Xa (Bằng Giang & Châu Kỳ) - Trường Vũ 3. Yêu Lầm (Giao Tiên) - Mai Thiên Vân 4. Tình Yêu Đầu Đời (Thủy Tiên) - Trường Vũ & Mai Thiên Vân 5. Nhật Ký Đời Tôi (Thanh Sơn) - Mai Thiên Vân PBN 108 6. Chữ Tình (Lê Dinh) - Trường Vũ 7. Về Đâu Mái Tóc Người Thương (Hoài Linh) - Trường Vũ & Mai Thiên Vân 8. Tựa Cánh Bèo Trôi (Hoàng Minh) - Mai Thiên Vân 9. Kể Từ Đêm Đó (Hoàng Trang & Ngọc Sơn) - Trường Vũ & Mai Thiên Vân 10. Sắc Hoa Màu Nhớ (Nguyễn Văn Đông) - Mai Thiên Vân 11. Hai Đứa Giận Nhau (Hoài Linh & Hà Vị Dương) - Trường Vũ & Mai Thiên Vân PBN 106 12. LK Vòng Tay Nào Cho Em (Ngọc Lan & Lê Hoàng Vũ) & Vì Trong Nghịch Cảnh (Hoài Nam) - Trường Vũ & Mai Thiên Vân PBN 107 |
| 527     | Top Hits 57 - Lắng Nghe Thời Gian            | Nhiều ca sĩ              | 11         | Trích từ Paris By Night 108 1. LK Bốn Mùa: Mùa Hè Đẹp Nhất (Đức Huy), Chỉ Là Mùa Thu Rơi (Quốc Dũng, Nguyễn Đức Cường), Góc Phố Rêu Xanh (Nhật Trung), Khúc Giao Mùa (Huy Tuấn) - Minh Tuyết, Ngọc Anh, Kỳ Phương Uyên, Tóc Tiên 2. Lắng Nghe Thời Gian (Lương Bằng Quang) - Mai Tiến Dũng 3. Thay Thế (Lương Bằng Quang) - Minh Tuyết 4. LK Giờ Thì Anh Đã Biết, Phút Giây Mình Chia Tay (Thái Thịnh) - Lương Tùng Quang, Diễm Sương 5. Phút Cuối (Võ Hoài Phúc) - Trịnh Lam 6. Một Ngày Không Còn Xa (Hoài An) - Anh Tú, Kỳ Phương Uyên 7. Anh Đi Qua Để Lại (Quốc Hùng) - Lưu Bích 8. Bước Cùng Thời Gian (Nguyễn Đức Cường) - Ánh Minh 9. Khi Xưa Ta Bé - Bang Bang (LV: Phạm Duy) - Thu Phương 10. LK 60 Năm Cuộc Đời, 20 - 40 (Y Vân) - Nguyễn Hưng, Như Loan 11. Em Đẹp Nhất Đêm Nay (LV: Phạm Duy) - Tóc Tiên |
| 528     | Top Hits 58 - Ảo Giác                        | Nhiều ca sĩ              | 10         | Trích từ Paris By Night 108 1. Nha Trang Ngày Về (Phạm Duy) - Ngọc Anh 2. Chỉ Còn Lại Tình Yêu (Tiến Minh) - Bằng Kiều 3. Ảo Giác (Lương Bằng Quang) - Thanh Hà 4. Tình Cầm (Phạm Duy, Hoàng Cầm) - Đình Bảo 5. Cô Gái Đến Từ Hôm Qua (Trần Lê Quỳnh) - Lam Anh 6. Hương Xưa (Cung Tiến) - Thiên Tôn 7. LK Chiều Trên Phá Tam Giang (Trần Thiện Thanh, Tô Thùy Yên), Trên Đỉnh Mùa Đông (Trần Thiện Thanh) - Thế Sơn, Lam Anh 8. Bảy Ngày Đợi Mong (Trần Thiện Thanh) - Trần Thái Hòa, Quỳnh Vi 9. Dư Âm (Nguyễn Văn Tý) - Đình Bảo 10. Chỉ Chừng Đó Thôi (Phạm Duy) - Don Hồ |
| 529     | Bông Cỏ May                                  | Nhiều ca sĩ              | 10         | Trích từ Paris By Night 108 1. Giọng Ca Dĩ Vãng (Bảo Thu) - Như Quỳnh 2. Đường Xưa Lối Cũ (Hoàng Thi Thơ) - Quang Lê 3. Nhật Ký Đời Tôi (Thanh Sơn) - Mai Thiên Vân 4. Bông Cỏ May (Trúc Phương) - Giang Tử 5. Hình Ảnh Người Em Không Đợi (Hoàng Thi Thơ, Tôn Nữ Trà My) - Hương Thủy 6. Tân Cổ: Hoa Mười Giờ (Đài Phương Trang, Ngọc Sơn) - Duy Trường, Mai Thiên Vân 7. Đừng Nói Với Anh (Hoàng Thi Thơ) - Quang Lê 8. Hoài Thu (Văn Trí) - Hạ Vy 9. Một Phút Suy Tư (Vân Tùng) - Mai Thiên Vân 10. Đêm Bơ Vơ (Duy Khánh) - Khánh Lâm |
| 530     | The Best Duets from Paris By Night           | Trịnh Lam                | 10         | Chi tiết 1. Khúc Giao Mùa (Huy Tuấn) - Trịnh Lam, Lam Anh PBN 101 2. Vì Sao Ta Mất Nhau (Quốc Hùng) - Trịnh Lam, Quỳnh Vi PBN 100 3. Phút Cuối (Võ Hoài Phúc) PBN 108 4. Dư Âm Tình Ta (Hoài An) - Trịnh Lam, Minh Tuyết PBN 96 5. Có Khi Nào Rời Xa (Tiên Cookie) PBN 105 6. Một Mai Em Rời Xa (Võ Hoài Phúc) - Trịnh Lam, Nguyệt Anh PBN 98 7. Hỏi Người Còn Nhớ Đến Ta (Hoàng Thi Thơ) PBN 103 8. Mãi Một Mối Tình Đầu (Tùng Châu, Thái Thịnh) - Trịnh Lam, Diễm Sương PBN 104 9. Trả Lại Em (Hoài An) - Trịnh Lam, Lưu Bích PBN 106 10. Kiếp Phiêu Bồng (Lam Phương) PBN 102 |
| 531     | Top Hits 59 - Tên Sở Khanh                   | Nhiều ca sĩ              | 11         | Trích từ Paris By Night 109 1. LK Tung Bay (Lương Bằng Quang), Cò Lả - Ánh Minh, Mai Tiến Dũng, Quỳnh Vi, Như Loan, Tóc Tiên 2. Thật, Hư (Nguyễn Hải Phong) - Anh Tú 3. Tiễn Anh Về Nơi Xa (Vĩnh Tâm) - Tóc Tiên 4. Em Lụa Là (Lưu Thiên Hương) - Dương Triệu Vũ, Hương Giang 5. Em Phải Tin Vào Điều Đó (Phúc Trường) - Lương Tùng Quang, Như Loan 6. Hai Người Bạn (Hoài An) - Diễm Sương 7. Tên Sở Khanh (Lương Bằng Quang) - Bằng Kiều, Minh Tuyết, Kỳ Phương Uyên 8. Trong Cơn Say (Phúc Trường) - Trịnh Lam, Hồ Lệ Thu 9. Tình Yêu Đánh Rơi (Võ Hoài Phúc) - Lưu Bích 10. Hát Dưới Cơn Mưa (LV: Thái Thịnh) - Nguyễn Hưng 11. Rhythm Of The Rain - Tommy Ngô, Lynda Trang Đài |
| 532     | Top Hits 60 - Bướm Mơ                        | Nhiều ca sĩ              | 11         | Trích từ Paris By Night 109 1. Rồi Mai Tôi Đưa Em (Trường Sa) - Bằng Kiều, Thiên Tôn, Đình Bảo 2. LK Swing: Bây Giờ Tháng Mấy (Từ Công Phụng), Niềm Đau Chôn Dấu (LV: Lữ Liên), Tình Cầm (Phạm Duy), Biển Cạn (Kim Tuấn), Một Tình Yêu (Đức Huy) - Tuấn Ngọc, Khánh Hà 3. Vũng Lầy Của Chúng Ta (Lê Uyên Phương) - Trần Thái Hòa, Thanh Hà 4. LK Lời Tình Buồn, Một Lần Nào Cho Tôi Gặp Lại Em (Vũ Thành An) - Don Hồ, Quang Dũng 5. LK Lầm, Trăm Nhớ Ngàn Thương, Em Đi Rồi, Như Giấc Chiêm Bao (Lam Phương) - Elvis Phương, Họa Mi 6. Mùa Thu Không Trở Lại (Phạm Trọng Cầu) - Ý Lan 7. Lá Thu Vàng (LV: Lữ Liên) - Ý Lan, Ngọc Anh 8. Bướm Mơ (Trần Mạnh Tuấn, Phan Đan) - Lam Anh, Quỳnh Vi 9. LK Một Thoáng Tây Hồ (Phó Đức Phương), Chiều Phủ Tây Hồ (Phú Quang) - Thu Phương, Ngọc Anh 10. LK Thà Như Giọt Mưa, Em Hiền Như Ma Soeur, Hai Năm Tình Lận Đận (Phạm Duy, Nguyễn Tất Nhiên) - Duy Quang, Thái Châu, Thế Sơn 11. Hát Mãi Bài Tình Ca (Thái Thịnh) - Hợp Ca |
| 533     | Duyên Quê                                    | Nhiều ca sĩ              | 9          | Trích từ Paris By Night 109 1. Hoa Nở Về Đêm (Mạnh Phát) - Giang Tử, Hương Lan 2. Duyên Quê (Hoàng Thi Thơ) - Quang Lê, Ngọc Hạ 3. LK Nghèo (Trần Quý), Hai Đứa Nghèo (Như Phy), Số Nghèo (Như Phy) - Tuấn Vũ, Khánh Lâm, Duy Trường 4. Chút Kỷ Niệm Buồn (Tô Thanh Sơn) - Như Quỳnh 5. LK Xin Đừng Trách Đa Đa (Võ Đông Điền), Mưa Trên Phố Huế (Minh Kỳ, Tôn Nữ Thụy Khương), Em Đi Chùa Hương (Trung Đức, Nguyễn Nhược Pháp) - Kỳ Phương Uyên, Hạ Vy, Hương Giang, Ánh Minh, Minh Tuyết, Mai Thiên Vân, Diễm Sương, Hương Thủy, Ánh Minh, Như Quỳnh, Bảo Hân, Hồ Lệ Thu, Châu Ngọc, Như Loan, Tóc Tiên, Thu Phương 6. Đưa Em Vào Hạ (Trầm Tử Thiêng) - Bảo Khánh 7. Anh Hãy Về Đi (Sang Đông, Ngân Trang) - Trường Vũ, Mai Thiên Vân 8. LK Trót Dại (Tuấn Hải, Lê Kim Khánh), Tình Chỉ Đẹp (Thủy Tiên) - Mạnh Quỳnh, Hạ Vy 9. Không Giờ Rồi (Vinh Sử) - Quang Lê, Lệ Quyên                                                                                                |

### 2014
| Mã TNCD | Tên CD                            | Nghệ sĩ                        | Số bài hát | Danh sách bài hát |
| ------- | --------------------------------- | ------------------------------ | ---------- | --- |
| 534     | Top Hits 61 - Giai Điệu Mùa Xuân  | Nhiều ca sĩ                    | 10         | Trích từ Paris By Night 110 1. Đón Xuân (Quốc An) - Ánh Minh, Justin Nguyễn 2. Giai Điệu Mùa Xuân (Trần Nghiệp Hoàng, Võ Quốc Trụ) - Trịnh Lam, Lam Anh 3. Xuân Về Nhớ Tết Năm Nay (Hoài Linh) - Hương Thủy, Tóc Tiên 4. Khúc Xuân (Võ Thiện Thanh) - Mai Tiến Dũng, Diễm Sương 5. Lúng La Lúng Luyến Xuân (Vũ Quốc Việt) - Anh Tú 6. Tết Xuân (Hồ Hoài Anh) - Đình Bảo, Thanh Hà 7. Chúc Mừng Xuân (Thanh Sơn) - Lương Tùng Quang, Quỳnh Vi 8. Chúc Xuân (Đinh Trung Chính) - Don Hồ 9. Xuân Yêu Thương (LV: Lê Đức Cường) - Như Loan 10. Phút Giao Thừa Dịu Êm (Nguyễn Kim Tuấn) - Trịnh Lam, Trần Thái Hòa, Thiên Tôn, Đình Bảo, Ngọc Anh, Quỳnh Vi, Thanh Hà, Tóc Tiên                                                                             |
| 535     | Top Hits 62 - Hoa Xuân            | Nhiều ca sĩ                    | 10         | Trích từ Paris By Night 110 1. Gửi Người Em Gái (Đoàn Chuẩn, Từ Linh) - Bằng Kiều 2. Mùa Xuân Không Còn Nữa (Lam Phương) - Ngọc Anh 3. Hoa Xuân (Phạm Duy) - Thiên Tôn, Lam Anh 4. Nàng Xuân Của Tôi (Nguyễn Hữu Thiết) - Trần Thái Hòa 5. Hà Nội 12 Mùa Hoa (Giáng Son) - Thu Phương 6. Mùa Xuân Gửi Em (Minh Kỳ, Lê Dinh) - Như Quỳnh 7. Đồn Vắng Chiều Xuân (Trần Thiện Thanh) - Thế Sơn 8. Chấp Nhận (Lam Phương) - Thái Châu, Hương Lan 9. Gái Xuân (Từ Vũ, Nguyễn Bính) - Ý Lan 10. Khúc Nhạc Ngày Xuân (Nhật Bằng) - Nguyễn Hưng |
| 536     | Mùa Xuân Hoa Đào                  | Nhiều ca sĩ                    | 11         | Trích từ Paris By Night 110 1. Mùa Xuân Hoa Đào (Hoàng Thi Thơ) - Mai Thiên Vân 2. Cánh Thiệp Đầu Xuân (Lê Dinh, Minh Kỳ) - Hương Thủy 3. Mùa Xuân Của Mẹ (Trịnh Lâm Ngân) - Quang Lê 4. Hỏi Nàng Xuân (Vinh Sử, Cô Phượng) - Minh Tuyết 5. Mỗi Mùa Xuân Về Lại Thêm Một Lần Dối Mẹ (Nhật Ngân, thơ: Trần Trung Đạo) - Bảo Khánh 6. Mùa Xuân Xôn Xao (Hàn Châu) - Hạ Vy, Duy Trường 7. LK Mùa Xuân Trên Cao (Trầm Tử Thiêng), Mùa Xuân Đó Có Em (Anh Việt Thu), Cảm Ơn (Trịnh Lâm Ngân) - Mạnh Quỳnh, Khánh Lâm, Tuấn Vũ 8. Ai Lên Xứ Hoa Đào (Hoàng Nguyên) - Quang Lê, Mai Thiên Vân 9. Mùa Xuân Bên Nhau (Thanh Sơn) - Quang Hiếu 10. Hoa Đào Năm Trước (Lê Dinh, Nguyễn Hiền) - Mai Thiên Vân 11. Đón Xuân Này Nhớ Xuân Xưa (Châu Kỳ) - Duy Trường |
| 537     | Lâu Đài Tình Ái                   | Bằng Kiều, Minh Tuyết          | 10         | Chi tiết 1. Lâu Đài Tình Ái (Trần Thiện Thanh, Mai Trung Tính) - Bằng Kiều, Minh Tuyết 2. LK Mưa Chiều Kỷ Niệm (Duy Yên, Quốc Kỳ), Định Mệnh (Song Ngọc) - Bằng Kiều, Minh Tuyết 3. Mùa Thu Trong Mưa (Trường Sa) - Bằng Kiều 4. Đừng Xa Em Đêm Nay (Đức Huy) - Minh Tuyết 5. Tình Bơ Vơ (Lam Phương) - Bằng Kiều, Minh Tuyết 6. Nếu Một Ngày (Khánh Băng) - Bằng Kiều 7. Nửa Hồn Thương Đau (Phạm Đình Chương) - Minh Tuyết 8. Nha Trang Ngày Về (Phạm Duy) - Bằng Kiều 9. Nỗi Buồn Gác Trọ (Hoài Linh, Mạnh Phát) - Minh Tuyết 10. Mùa Đông Của Anh (Trần Thiện Thanh) - Bằng Kiều, Minh Tuyết |
| 538     | Tình Theo Gió Bay                 | Duy Trường                     | 11         | Chi tiết 1. Vương Vấn (Hoàng Vũ, Hải Hồ) 2. Hương Thầm (Vũ Hoàng, thơ: Phan Thị Thanh Nhàn) 3. Đêm Cuối Tình Yêu (Cao Nhật Minh) - Duy Trường, Hương Thủy 4. Thà Giết Người Yêu (Vinh Sử) 5. Chuyện Tình Yêu (LV: Phạm Duy) - Duy Trường, Hạ Vy 6. Tiền (Ngọc Sơn) 7. Nấu Bánh Đêm Xuân (Qui Sắc) - Duy Trường, Hương Thủy 8. Tình Theo Gió Bay (Thế Huy) 9. Anh Thương Cô Út (Cao Nhật Minh) - Duy Trường, Hương Thủy 10. Tìm Lại Người Xưa (Phạm Anh Cường) 11. Tình Nghèo Có Nhau (Đài Phương Trang) - Duy Trường, Mai Thiên Vân |
| 539     | Đêm Trao Kỷ Niệm                  | Bảo Khánh                      | 11         | Chi tiết 1. Có Thế Thôi (Mặc Thế Nhân) 2. Thiệp Hồng Báo Tin (Minh Kỳ) 3. Đập Vỡ Cây Đàn (Hoa Linh Bảo) 4. Mất Nhau Rồi (Ngân Trang) 5. Sương Trắng Miền Quê Ngoại (Đinh Miên Vũ) 6. Đêm Trao Kỷ Niệm (Hùng Cường) 7. Cay Đắng Bờ Môi (Châu Đình An) 8. Lặng Thầm (Vũ Hoàng) 9. Về Đâu Mái Tóc Người Thương (Hoài Linh) 10. Biển Mặn (Trần Thiện Thanh) 11. Mỗi Mùa Xuân Về Lại Thêm Một Lần Dối Mẹ (Nhật Ngân, Trần Trung Đạo) PBN 110 |
| 540     | Đời Đá Vàng                       | Bằng Kiều, Thiên Tôn, Đình Bảo | 12         | Chi tiết 1. Đời Đá Vàng (Vũ Thành An) - Bằng Kiều, Thiên Tôn, Đình Bảo 2. Hạ Trắng (Trịnh Công Sơn) - Bằng Kiều, Thiên Tôn, Đình Bảo 3. Mắt Lệ Cho Người (Từ Công Phụng) - Đình Bảo 4. Cây Đàn Bỏ Quên (Phạm Duy) - Bằng Kiều 5. Bây Giờ Tháng Mấy (Từ Công Phụng) - Bằng Kiều, Thiên Tôn, Đình Bảo 6. Hoài Cảm (Cung Tiến) - Bằng Kiều, Thiên Tôn, Đình Bảo 7. Niệm Khúc Cuối (Ngô Thụy Miên) - Thiên Tôn 8. Mưa Hồng (Trịnh Công Sơn) - Đình Bảo 9. Nghìn Trùng Xa Cách (Phạm Duy) - Bằng Kiều, Thiên Tôn, Đình Bảo 10. Xin Còn Gọi Tên Nhau (Trường Sa) - Bằng Kiều, Thiên Tôn, Đình Bảo 11. Dấu Tình Sầu (Ngô Thụy Miên) - Thiên Tôn 12. Tình Khúc Cho Em (Lê Uyên Phương) - Bằng Kiều, Thiên Tôn, Đình Bảo                                        |
| 541     | Top Hits 64 - Sài Gòn, Sài Gòn    | Nhiều ca sĩ                    | 11         | Trích từ Paris By Night 111 1. Sài Gòn, Sài Gòn (Châu Đăng Khoa) - Justin Nguyễn, Mai Tiến Dũng, Anh Tú, Kỳ Phương Uyên, Như Loan, Tóc Tiên, Diễm Sương, Lam Anh, Ánh Minh 2. Sợi Nhớ (Lương Bằng Quang) - Mai Tiến Dũng, Tóc Tiên 3. Sân Khấu Cuộc Đời (Võ Hoài Phúc) - Trịnh Lam, Lam Anh 4. Sexy, Sexy (Châu Đăng Khoa) - Anh Tú 5. Vì Sao Ta Yêu Nhau (Hoàng Nhã) - Lương Tùng Quang, Quỳnh Vi 6. Khói Sương Mong Manh (Châu Đăng Khoa) - Bằng Kiều, Lam Anh 7. Đời Ca Sĩ (Dương Khắc Linh) - Ánh Minh 8. Anh Muốn Em Sống Sao? (Chi Dân) - Minh Tuyết 9. LK Sa Mạc Tình Yêu, Giấc Mơ Sa Mạc (LV: Khúc Lan) - Don Hồ, Diễm Sương 10. Say Tình (Phúc Trường) - Kỳ Phương Uyên 11. Tiền (Lương Bằng Quang) - Justin Nguyễn                           |
| 542     | Chuyện Vườn Sầu Riêng             | Nhiều ca sĩ                    | 12         | Trích từ Paris By Night 111 1. Áo Hoa (Trần Quang Lộc) - Quang Lê 2. Trăng Phương Nam (Anh Hoa) - Hương Thủy, Hạ Vy 3. Chuyện Vườn Sầu Riêng (Vinh Sử) - Mai Thiên Vân, Tuấn Quỳnh 4. Yêu Một Mình (Trịnh Lâm Ngân) - Khánh Lâm 5. Thôn Trăng (Mạnh Bích, Nguyễn Diệu) - Như Quỳnh 6. Lý Con Sáo Bạc Liêu (Phan Ni Tấn) - Quang Hiếu 7. Chôn Vùi Tâm Sự (Giao Tiên) - Mạnh Quỳnh, Mai Thiên Vân 8. Sương Lạnh Chiều Đông (Mạnh Phát) - Hương Lan 9. Chuyến Đi Về Sáng (Mạnh Phát) - Giang Tử, Hương Lan 10. Hoa Sứ Nhà Nàng (Hoàng Phương) - Thái Châu 11. Sao Lòng Còn Thương (Hàn Châu) - Bảo Khánh 12. Người Thương Kẻ Nhớ (Hàn Châu) - Duy Trường                                                                                                  |
| 543     | Top hits 63 - Mộng Sầu            | Nhiều ca sĩ                    | 11         | Trích từ Paris By Night 111 1. Tình Hoài Hương (Phạm Duy) - Thiên Tôn, Trần Thái Hòa, Đình Bảo, Hạ Vy, Tóc Tiên, Mai Thiên Vân, Ngọc Anh, Như Quỳnh, Quỳnh Vi 2. Trở Về Dòng Sông Tuổi Thơ (Hoàng Hiệp) - Thu Phương 3. Phiến Đá Sầu (Diệu Hương) - Đình Bảo 4. Hẹn Hò (Phạm Duy) - Thiên Tôn, Thanh Hà 5. Suối Tóc (Văn Phụng) - Ý Lan 6. Sao Anh Nỡ Đành Quên (Tô Thanh Tùng) - Quang Lê, Lam Anh 7. Tình (Văn Phụng) - Ngọc Anh 8. Mộng Sầu (Trầm Tử Thiêng) - Trần Thái Hòa, Hương Giang 9. Vết Thương Sỏi Đá (Vĩnh Điện) - Thế Sơn 10. Chờ (Lam Phương) - Nguyễn Hưng 11. Ai Đi Ngoài Sương Gió (Nguyễn Hữu Thiết) - Ngọc Anh |
| 544     | Sao Anh Nỡ Đành Quên              | Quang Lê, Lam Anh              | 11         | Chi tiết 1. Sao Anh Nỡ Đành Quên (Tô Thanh Tùng) - Quang Lê, Lam Anh 2. Chuyện Buồn Tình Yêu (Mặc Thế Nhân) - Lam Anh 3. Đêm Lang Thang (Vinh Sử) - Quang Lê 4. Người Yêu Cô Đơn (Đài Phương Trang) - Quang Lê, Lam Anh 5. Bao Đêm Không Ngủ (Vinh Sử) - Lam Anh 6. Gửi Về Em (Đỗ Thu) - Quang Lê 7. Lâu Đài Tình Ái (Trần Thiện Thanh) - Quang Lê, Lam Anh 8. Cây Đàn Bỏ Quên (Phạm Duy) - Quang Lê 9. Nửa Đêm Ngoài Phố (Trúc Phương) - Lam Anh 10. Chiều Sân Ga (Sông Trà) - Quang Lê, Lam Anh 11. Xin Thời Gian Qua Mau (Lam Phương) - Lam Anh |
| 545     | Anh Muốn Em Sống Sao              | Minh Tuyết                     | 11         | Chi tiết 1. Anh Muốn Em Sống Sao (Chi Dân) PBN 111 2. Sẽ Chẳng Yêu Ai Ngoài Anh (Châu Đăng Khoa) 3. Tình Mơ (Võ Hoài Phúc) 4. Tuyết (Lương Bằng Quang) - Minh Tuyết, Lương Tùng Quang 5. Anh Không Thuộc Về Em (Hoàng Nhã) 6. Nước Mắt Vô Hình (Lương Bằng Quang) 7. Hôm Nay Ngày Mai (Hoài An) 8. Nỗi Đau Ngự Trị (Lương Bằng Quang) 9. Trong Đêm Mù Khơi (Võ Hoài Phúc) 10. Vì Anh Dối Gian (Hoàng Nhã) 11. Vì Em Nhiều Nước Mắt (Châu Đăng Khoa) |
| 546     | Kẻ Đến Sau                        | Tuấn Quỳnh, Mai Thiên Vân      | 11         | Chi tiết 1. Người Đã Sang Sông (Nguyễn Nhất Huy) - Mai Thiên Vân, Tuấn Quỳnh 2. Trang Nhật Ký (Hoàng Trọng) - Mai Thiên Vân 3. Giết Người Anh Yêu (Vinh Sử) - Mai Thiên Vân, Tuấn Quỳnh 4. Hãy Quên Nhau (Phương Kim) - Tuấn Quỳnh 5. Kẻ Đến Sau (Trương Hoàng Xuân) - Mai Thiên Vân, Tuấn Quỳnh 6. Ăn Năn (Hoàng Trang) - Mai Thiên Vân 7. Một Lần Dang Dở (Nhật Ngân) - Mai Thiên Vân, Tuấn Quỳnh 8. Lá Thư Cuối Cùng (Nhật Linh) - Tuấn Quỳnh 9. Đêm Nhớ Người Tình (Vinh Sử) - Mai Thiên Vân, Tuấn Quỳnh 10. Xin Yêu Tôi Bằng Cả Tình Người (Tú Nhi) - Tuấn Quỳnh 11. Chuyện Vườn Sầu Riêng (Vinh Sử) - Mai Thiên Vân, Tuấn Quỳnh PBN 111 |
| 547     | Gloria - Mùa Giáng Sinh Hạnh Phúc | Nhiều ca sĩ                    | 13         | Trích từ Paris By Night Gloria 2 1. Chúa Hãy Đến (LV: Phan Hoàng) - Lam Anh 2. Hôm Nay Toàn Dân - Thiên Tôn 3. Ave Maria, Con Dâng Lời (Lm Huyền Linh) - Ngọc Hạ 4. Lời Con Xin Chúa (Lê Kim Khánh) - Quang Dũng 5. Lời Nguyện Cầu Giáng Sinh - Bằng Kiều 6. Mùa Giáng Sinh Hạnh Phúc - Thu Phương 7. Theo Ánh Sao Đêm - Đình Bảo 8. Nơi Belem (Lm Kim Long) - Ngọc Anh 9. Xin Chúa Thấu Lòng Con (Nguyễn Văn Đông) - Trần Thái Hòa 10. Xin Chúa Xuống - Đức Ông Phạm Quốc Thái 11. Ave Maria Mẫu Tâm (LV: Ca Đoàn Mẫu Tâm San Jose) - Ca Đoàn Tổng Hợp La Vang 12. Để Chúa Đến (Lm Nguyễn Duy) - Lm Joseph Nguyễn Văn Luân, Lm J B. Thái Quốc Bảo 13. Say Noel (Lm Kim Long, thơ: Xuân Ly Băng) - Ca Đoàn Tổng Hợp La Vang                            |
| 548     | Gloria - Tình Yêu Giáng Sinh      | Nhiều ca sĩ                    | 11         | Trích từ Paris By Night Gloria 2 1. Tiếng Chuông Ngân (LV: Nguyễn Ngọc Thiện) - Tóc Tiên 2. Chuyện Một Đêm Đông (Lm Duy Thiên) - Mai Thiên Vân 3. Dư Âm Mùa Giáng Sinh (Ngân Giang) - Minh Tuyết 4. Tà Áo Đêm Noel (Tuấn Lê) - Quang Lê 5. Dâng Chúa Hài Nhi (Phan Ngọc Hiển) - Hương Lan 6. Tình Yêu Giáng Sinh (Hoàng Kim Anh) - Trịnh Lam, Kỳ Phương Uyên 7. Màu Xanh Noel (Nguyễn Văn Đông) - Thanh Hà 8. Mùa Sao Sáng (Nguyễn Văn Đông) - Don Hồ 9. Giáng Sinh Không Nhà (Phan Mạnh Quỳnh) - Mai Tiến Dũng 10. Giáng Sinh Trong Mái Nghèo (Thanh Lâm) - Tâm Đoan 11. Giáng Sinh Về (Phan Ngọc Hiển) - Justin Nguyễn, Bé Na, Bé Nấm |
| 549     | Ngã Rẽ                            | Lam Anh                        | 10         | Chi tiết 1. Ngã Rẽ (Võ Hoài Phúc) 2. Người Xa Lạ (Nguyễn Hồng Thuận) 3. Giấc Mơ Xa Tầm Tay (Võ Hoài Phúc) 4. Ngày Anh Rời Xa (Phúc Trường) 5. Những Gì Đẹp Nhất (Hoài An) - Lam Anh, Trần Thái Hòa 6. Phải Chi Em Biết (Thái Thịnh) 7. Rồi Em Sẽ Quên (Châu Đăng Khoa) 8. Dường Như Ta Chưa Quen Nhau (Hoài An) 9. Nụ Hôn Trong Mưa (Võ Hoài Phúc) - Lam Anh, Anh Tú 10. Say Đắm (Châu Đăng Khoa) |

### 2015
| Mã TNCD | Tên CD                                   | Nghệ sĩ               | Số bài hát | Danh sách bài hát |
| ------- | ---------------------------------------- | --------------------- | ---------- | --- |
| 550     | Top Hits 66 - Phố Mùa Đông               | Nhiều ca sĩ           | 9          | Trích từ Paris By Night 112 1. Một Ngày Vui Mùa Đông (Lê Uyên Phương) - Trần Thái Hòa, Ngọc Anh 2. Tuyết Rơi Mùa Hè (Trần Lê Quỳnh) - Quang Dũng 3. Phố Mùa Đông (Bảo Chấn) - Lam Anh 4. Xa Rồi Mùa Đông (Nguyễn Nam) - Ngọc Anh 5. Đêm Đông (Nguyễn Văn Thương, Kim Minh) - Bằng Kiều, Thiên Tôn, Đình Bảo 6. LK Nỗi Nhớ Mùa Đông (Phú Quang, Phương Thảo), Cửa Sổ Mùa Đông (Dương Thụ) - Thu Phương, Bằng Kiều 7. Tiễn Em (Phạm Duy, Cung Trầm Tưởng) - Thiên Tôn 8. Bài Tình Ca Mùa Đông (Trầm Tử Thiêng) - Thanh Hà 9. White Christmas (LV: Đình Bảo) - Quỳnh Vi |
| 551     | Top Hits 67 - Chia Tay Chiều Đông        | Nhiều ca sĩ           | 11         | Trích từ Paris By Night 112 1. Hãy Bước Đi - Tóc Tiên 2. Đường Xa Tuyết Trắng (Lê Anh Dũng) - Đình Bảo 3. Chia Tay Chiều Đông (Lương Bằng Quang) - Ánh Minh 4. Tuyết Rơi (LV: Phạm Duy) - Don Hồ 5. Đêm Lao Xao (Tường Văn) - Kỳ Phương Uyên 6. Mùa Đông Sắp Đến (Đức Huy) - Anh Tú 7. Mùa Đông (Tuấn Thành) - Diễm Sương, Lương Tùng Quang 8. Ngày Tuyết Lạnh (LV: Ngọc Lan) - Như Loan 9. Níu Kéo (Lương Bằng Quang) - Minh Tuyết, Lương Tùng Quang 10. Đông (Vũ Cát Tường) - Mai Tiến Dũng 11. Ông Già Noel - Santa Claus Is Coming To Town - Justin Nguyễn |
| 552     | Còn Mãi Mùa Đông                         | Nhiều ca sĩ           | 11         | Trích từ Paris By Night 112 1. Nỗi Buồn Đêm Đông (Anh Minh) - Mai Thiên Vân 2. Chuyện Người Đan Áo (Trường Sa) - Quang Lê 3. Còn Mãi Mùa Đông (LV: Thái Thịnh) - Như Quỳnh 4. Mùa Đông Thương Nhớ (Hùng Linh) - Hương Thủy 5. Hình Bóng Trong Tim (Tùng Châu, Thái Thịnh) - Tâm Đoan 6. LK Nửa Đêm Ngoài Phố (Trúc Phương), Người Ngoài Phố (Anh Việt Thu) - Khánh Lâm, Tuấn Quỳnh 7. Nhật Ký Mùa Đông (Hà Phương) - Hạ Vy 8. Chờ Đông (Ngân Giang) - Bảo Khánh 9. Mùa Đông Xứ Huế (Lê Dinh, Minh Kỳ) - Hương Lan 10. Bài Thánh Ca Buồn (Nguyễn Vũ) - Thái Châu 11. Hai Mùa Noel (Nguyễn Vũ) - Trần Thái Hòa, Minh Tuyết |
| 553     | Top Hits 68 - Tóc Xưa                    | Nhiều ca sĩ           | 12         | Trích từ Paris By Night 114 1. Tóc Xưa (Ngô Thụy Miên, Dương Văn Thiệt) - Bằng Kiều 2. Bốn Mươi Năm Rồi Sao (Châu Đình An, Lê Mâu) - Ngọc Anh 3. Thuyền Viễn Xứ (Phạm Duy, Huyền Chi) - Ngọc Hạ 4. Còn Yêu Em Mãi (Nguyễn Trung Cang) - Thiên Tôn, Thanh Hà 5. Những Ngày Thơ Mộng (Hoàng Thi Thơ) - Thu Phương 6. LK Phố Vẫn Xưa (Lê Vũ), Lời Tình Buồn (Hoàng Thanh Tâm) - Đình Bảo, Lam Anh 7. Tâm Sự Gửi Về Đâu (Phạm Duy, Lê Minh Ngọc) - Tuấn Ngọc 8. Hận Ly Hương (Anh Hoa) - Trần Thái Hòa 9. Quê Nghèo (Phạm Duy) - Hương Lan 10. Mẹ (Nguyễn Linh Diệu, Nguyễn Đình Toàn) - Hoàng Nhung, Hương Giang 11. Lời Cảm Ơn (Ngô Thụy Miên, Hạ Đỏ Chung Bích Phượng) - Hợp Ca 12. Tôi Là Người Việt Nam (Dương Khắc Linh, Ánh Minh) - Hương Giang, Ánh Minh, Thiên Tôn, Trịnh Lam |
| 554     | Tình Khúc Lam Phương - Cảm Ơn Người Tình | Ngọc Anh              | 11         | Chi tiết 1. Chờ Người 2. Chờ 3. Mưa Lệ 4. Thu Sầu 5. Thành Phố Buồn - Ngọc Anh, Hoàng Anh Khang 6. Xin Thời Gian Qua Mau 7. Tim Vỡ 8. Cảm Ơn Người Tình PBN 107 9. Tình Hồng Paris 10. Tình Lặng Lẽ 11. Mùa Xuân Không Còn Nữa PBN 110 |
| 555     | Mừng Tuổi Mẹ                             | Nhiều ca sĩ           | 12         | Trích từ Paris By Night 113 1. Bông Vạn Thọ (Võ Thiện Thanh) - Thu Phương 2. Chiều Xuân Xa Nhà (Nhật Ngân, thơ: Huy Phương) - Hoài Lâm 3. Gặp Mẹ Trong Mơ (LV: Lê Tự Minh) - Hoàng Nhung 4. Lòng Mẹ (Y Vân) - Thiên Tôn, Lam Anh 5. Bông Hồng Cài Áo (Phạm Thế Mỹ, thơ: Thích Nhất Hạnh) - Bằng Kiều 6. Tân Cổ Mừng Tuổi Mẹ (Trần Long Ẩn, Hoàng Song Việt) - Mai Thiên Vân, Duy Trường 7. Thương Bà Mẹ Huế (Hoài Ân) - Như Quỳnh 8. LK Xuân Này Con Không Về, Xuân Này Con Về Mẹ Ở Đâu (Trịnh Lâm Ngân) - Ngọc Ngữ, Bảo Khánh 9. Quê Hương Và Mẹ Hiền (Văn Đắc Nguyên) - Tâm Đoan 10. Thư Xuân Hải Ngoại (Trầm Tử Thiêng) - Trần Thái Hòa 11. Quê Nhà (Trần Tiến) - Ngọc Anh, Hoàng Anh Khang 12. Cánh Thiệp Đầu Xuân (Lê Dinh, Minh Kỳ) - Hạ Vy, Minh Tuyết |
| 556     | Mãi Cho Em Mùa Xuân                      | Nhiều ca sĩ           | 11         | Trích từ Paris By Night 113 1. Xuân Đã Về (Minh Kỳ) - Diễm Sương, Kỳ Phương Uyên 2. Đón Xuân (Phạm Đình Chương) - Tóc Tiên 3. Chúc Xuân Tài Lộc (Lương Bằng Quang) - Mai Tiến Dũng 4. Sớm Nay Mùa Xuân (Châu Đăng Khoa) - Trịnh Lam, Lam Anh 5. Xuân Bên Em (Lương Ngọc Châu) - Đoàn Trọng 6. Mãi Cho Em Mùa Xuân (Vũ Quốc Việt) - Tuấn Anh 7. Thư Của Mẹ (Nguyễn Văn Chung) - Minh Tuyết 8. Ước Nguyện Đầu Xuân (Hoàng Trang) - Hương Thủy 9. Thiên Duyên Tiền Định (Trang Dũng Phương, Nguyên Lê) - Ánh Minh, Mai Tiến Dũng 10. Hoa Cỏ Mùa Xuân (Bảo Chấn) - Ngọc Anh, Hoàng Anh Khang 11. Xuân Vui Ca (Nguyễn Hiền) - Thanh Hà, Đình Bảo |
| 557     | Top Hits 69 - Tôi Là Người Việt Nam      | Nhiều ca sĩ           | 12         | Trích từ Paris By Night 114 1. Ừ Thì Thôi (Thái Uy) - Như Quỳnh 2. Con Đường Xưa Em Đi (Châu Kỳ, Hồ Đình Phương) - Hoàng Nhung, Ngọc Ngữ 3. LK Chiều Lên Bản Thượng (Lê Dinh), Khúc Ca Đồng Tháp (Thu Hồ, Trọng Danh), Chiều Làng Em (Trúc Phương) - Tâm Đoan, Hương Thủy 4. LK Làng Tôi (Chung Quân), Những Nẻo Đường Việt Nam (Thanh Bình) - Quang Lê, Mai Thiên Vân 5. Tình Thương Mái Lá (Trúc Phương) - Hạ Vy, Bảo Khánh 6. Vỗ Cái Trống cơm (Nguyễn Nghị) - Quỳnh Vi 7. Little Sài Gòn (Alan Nguyễn, Khúc Lan, Brynley O'Conor) - Justin Nguyễn 8. LK Đoản Khúc Cuối Cho Em, Em Về Nào Có Hay (Hoàng Trọng Thuy) - Don Hồ, Minh Tuyết 9. Lệ Vu Quy (Quốc Hùng) - Trịnh Lam, Diễm Sương 10. Sunday Buồn (Quốc Tuấn) - Mai Tiến Dũng, Ánh Minh 11. Hai Chiếc Bóng Cô Đơn (Tùng Châu, Lê Hựu Hà) - Lương Tùng Quang, Kỳ Phương Uyên 12. Tôi Là Người Việt Nam (Dương Khắc Linh, Ánh Minh) - Ánh Minh |
| 558     | Cuộc Tình Đã Mất                         | Đình Bảo              | 10         | Chi tiết 1. Tiếng Mưa Đêm (Đức Huy) 2. Sa Mạc Tình Yêu (LV: Khúc Lan) 3. Cuộc Tình Đã Mất (Xuân Vinh) 4. Buồn Vương Màu Áo (Ngọc Trọng) 5. Chia Tay Tình Đầu (Nguyễn Ngọc Thiện) 6. Cơn Gió Thoảng (Quốc Dũng) 7. Tuyết Rơi Mùa Hè (Trần Lê Quỳnh) 8. Cho Người Tình Lỡ (Hoàng Nguyên) 9. Nỗi Đau Muộn Màng (Ngô Thụy Miên) 10. Thuở Ấy Có Em (Huỳnh Anh) |
| 559     | Con Đường Xưa Em Đi                      | Hoàng Nhung, Ngọc Ngữ | 5          | Chi tiết 1. LK Cha Cha: Giận Hờn (Ngọc Sơn), Nếu Một Ngày (Khánh Băng), Tôi Đưa Em Sang Sông (Nhật Ngân, Y Vũ), Tình Đời (Minh Kỳ, Vũ Chương), Thôi (Y Vân, Nguyễn Long) - Hoàng Nhung, Ngọc Ngữ 2. Con Đường Xưa Em Đi (Châu Kỳ, Hồ Đình Phương) - Hoàng Nhung, Ngọc Ngữ 3. LK Slow: Thành Phố Buồn (Lam Phương), Tình Yêu Trả Lại Trăng Sao (Lê Dinh), Giận Hờn 2 (Ngọc Sơn), Tình Lỡ (Thanh Bình), Lầm (Lam Phương), Đập Vỡ Cây Đàn (Hoa Linh Bảo) - Hoàng Nhung, Ngọc Ngữ 4. LK Rumba: Phố Đêm (Tâm Anh), Nhật Ký Đời Tôi (Thanh Sơn), Gõ Cửa Trái Tim (Vinh Sử), Căn Nhà Màu Tím (Hoài Linh), Vùng Lá Me Bay (Trần Quang Lộc) - Hoàng Nhung, Ngọc Ngữ 5. Gặp Mẹ Trong Mơ (LV: Lê Tự Minh) - Hoàng Nhung |
| 560     | Ave Maria Trăng Từ Bi                    | Mai Thiên Vân         | 10         | Chi tiết 1. Xin Giúp Con (Văn Thao, Ánh Thiều) - Mai Thiên Vân, Đình Bảo 2. Cho Con Khát Khao (Huỳnh Minh Kỳ, Đinh Công Huỳnh) 3. Tình Cha Cho Con (Thế Thông) 4. Gặp Chúa Trên Quê Hương (Trọng Khẩn) 5. Ave Maria Trăng Từ Bi (Nguyễn Duy) - Mai Thiên Vân, Thiên Tôn 6. Ngài Vẫn Ở Bên Con (Trần Hương) 7. Tình Yêu Mến (Cao Huy Hoàng) 8. Con Dâng Chúa (Nguyễn Mộng Huỳnh) 9. Bỏ Ngài Con Biết Theo Ai (P. Kim) 10. Tấm Lòng (Phanxico) |
| 561     | Asian Beauty - Nét Đẹp Á Đông            | Nhiều ca sĩ           | 9          | Trích từ Paris By Night 115 1. Fallin' (Dương Khắc Linh, Hoàng Huy Long) - Ánh Minh 2. Big Girls Don't Cry (Châu Đăng Khoa) - Tóc Tiên 3. Phương Đông Quyến Rũ (Võ Thiện Thanh) - Quỳnh Vi, Justin Nguyễn 4. Nụ Cười Em Ngày Đó (Quốc Dũng, Nhật Ngân) - Don Hồ 5. Tóc Đen (Lưu Thiên Hương) - Minh Tuyết 6. LK Cảm Ơn Em (Khắc Việt), Hẹn Hò Với Cô Đơn (Châu Đăng Khoa), Hạnh Phúc Mong Manh (Trịnh Lam) - Lương Tùng Quang, Diễm Sương, Trịnh Lam 7. Nét Đẹp Á Đông (Dương Khắc Linh, Hoàng Huy Long) - Lam Anh, Như Quỳnh, Mai Thiên Vân, Ánh Minh, Diễm Sương, Minh Tuyết, Quỳnh Vi, Hạ Vy, Thanh Hà, Hương Giang, Tâm Đoan, Hương Thủy 8. Giáng Tiên Xuân Ngời (Lương Bằng Quang) - Ngọc Anh, Quỳnh Vi, Tóc Tiên, Lam Anh, Hoàng Nhung 9. Nhảy Cùng Tôi (Lưu Thiên Hương) - Mai Tiến Dũng |
| 562     | Nếu Biết Tình Yêu                        | Nhiều ca sĩ           | 9          | Trích từ Paris By Night 115 1. Trộm Nhìn Nhau (Trầm Tử Thiêng) - Hoài Lâm 2. Mãi Tìm Nhau (Hàn Châu) - Quang Lê, Mai Thiên Vân 3. Nếu Biết Tình Yêu (Thăng Long) - Hoàng Nhung, Ngọc Ngữ 4. LK Em Về Miệt Thứ (Hà Phương), Em Đi Trên Cỏ Non (Bắc Sơn) - Hương Lan, Như Quỳnh, Hạ Vy, Tâm Đoan, Mai Thiên Vân 5. Ngày Mai Trời Lại Sáng (Võ Hoài Phúc) - Như Quỳnh, Tâm Đoan 6. Chuyện Tình Người Trinh Nữ Tên Thi (Hoàng Thi Thơ) - Thái Châu, Hương Thủy 7. Trao Nhau Nhẫn Cưới (Phạm Minh Cảnh) - Hạ Vy, Tuấn Quỳnh 8. Kẻ Đau Tình (Quốc Dũng) - Bảo Khánh 9. LK Rumba: Hoa Sứ Nhà Nàng (Hoàng Phương), Xin Thời Gian Qua Mau (Lam Phương), Nó Và Tôi (Song Ngọc), Trộm Nhìn Nhau (Trầm Tử Thiêng), Chuyện Ba Mùa Mưa (Minh Kỳ, Dạ Cầm) - Hoàng Nhung, Ngọc Ngữ |
| 563     | Một Cõi Tình Phai                        | Nhiều ca sĩ           | 9          | Trích từ Paris By Night 115 1. LK Nỗi Đau Muộn Màng, Một Cõi Tình Phai, Ở Nơi Nào Em Có Nhớ (Ngô Thụy Miên) - Ngọc Anh, Quang Dũnɡ 2. Ru Ta Ngậm Ngùi (Trịnh Công Sơn) - Khánh Hà 3. Bài Không Tên Số 5 (Vũ Thành An) - Thanh Hà 4. LK Nắng Thủy Tinh, Như Một Lời Chia Tay, Có Một Dòng Sông Đã Qua Đời (Trịnh Công Sơn) - Trần Thái Hòa, Hương Giang 5. Cơn Mơ Băng Giá (Lê Thành Trung) - Bằng Kiều 6. Cỏ Và Mưa (Giáng Son) - Lam Anh 7. Nàng Của Tôi (Quốc Dũng) - Thiên Tôn, Đình Bảo 8. Xa Cách (Nguyên Thủy, thơ: Xuân Diệu) - Ý Lan 9. Đưa Em Tìm Động Hoa Vàng (Phạm Duy, thơ: Phạm Thiên Thư) - Ngọc Hạ |

### 2016
| Mã TNCD | Tên CD                             | Nghệ sĩ                    | Số bài hát | Danh sách bài hát |
| ------- | ---------------------------------- | -------------------------- | ---------- | --- |
| 564     | Mãi Tìm Nhau                       | Mai Thiên Vân              | 10         | Chi tiết 1. Xa Người Mình Yêu (Cô Phượng) - Mai Thiên Vân, Trường Vũ 2. Biển Dâu (Lê Dinh, Phương Trà) 3. Mãi Tìm Nhau (Hàn Sinh) - Mai Thiên Vân, Quang Lê PBN 115 4. Không Giờ Rồi (Vinh Sử) - Mai Thiên Vân, Ngọc Ngữ 5. Phận Gái Thuyền Quyên (Giao Tiên, Nguyên Thảo) 6. Gợi Nhớ Quê Hương (Thanh Sơn) - Mai Thiên Vân, Tuấn Quỳnh 7. Loài Hoa Không Vỡ (Phạm Mạnh Cương) PBN 117 8. Mùa Xuân Xa Quê (Hà Sơn) - Mai Thiên Vân, Hoài Lâm PBN 116 9. Mong Chờ (Xuân Tiên) 10. Mưa Bụi (Hữu Minh) - Mai Thiên Vân, Tuấn Quỳnh |
| 565     | Top Hits 70 - Tâm Hồn Sỏi Đá       | Nhiều ca sĩ                | 14         | Trích từ Paris By Night 116 & 117 1. Những Ngày Xuân Rực Rỡ (Châu Đăng Khoa) - Tuấn Anh, Hoàng Mỹ An PBN 117 2. Mở Cửa Mùa Xuân (Võ Thiện Thanh) - Lam Anh PBN 117 3. Cánh Bướm Vườn Xuân - Như Loan, Diễm Sương PBN 117 4. Cánh Hồng Phai (Dương Khắc Linh) - Trấn Thành PBN 117 5. Vì Sao Không Thể (Phúc Trường) - Mai Tiến Dũng, Hương Giang PBN 117 6. Hương Hoa Lài - Jasmine (Võ Hoài Phúc) - Minh Tuyết PBN 117 7. Vẻ Đẹp Ngàn Năm (Lương Bằng Quang) - Lương Tùng Quang, Ánh Minh PBN 117 8. Hoa Xuyến Chi (Võ Hoài Phúc) - Trịnh Lam PBN 117 9. Lười (Châu Đăng Khoa) - Tuấn Anh PBN 116 10. Tâm Hồn Sỏi Đá (Lương Bằng Quang) - Minh Tuyết, Bằng Kiều PBN 116 11. No More (Châu Đăng Khoa) - Hoàng Mỹ An PBN 116 12. Yêu Hoa - Diễm Sương PBN 117 13. Will You Marry Me? (Lương Bằng Quang) - Justin Nguyễn PBN 117 14. Catwalk (Nguyễn Hữu Đức) - Ngọc Anh, Như Loan, Diễm Sương, Hoàng Nhung, Lam Anh, Hạ Vy PBN 116 |
| 566     | Triệu Đóa Hoa Hồng                 | Nhiều ca sĩ                | 11         | Trích từ Paris By Night 117 1. Triệu Đóa Hoa Hồng (LV: Trung Kiên) - Ngọc Anh 2. Phượng Yêu (Phạm Duy) - Ngọc Hạ, Thiên Tôn 3. Áo Tím Ngày Xưa (Mạnh Phát, Lan Đài) - Ý Lan 4. Hoa Vàng Mấy Độ (Trịnh Công Sơn) - Quang Dũng 5. Cùng Một Kiếp Hoa (Võ Đức Phấn) - Hoàng Nhung, Diễm Sương, Hương Thủy, Như Loan, Lam Anh, Minh Tuyết 6. Hoa Có Vàng Nơi Ấy (Việt Anh) - Đình Bảo, Thanh Hà 7. Hoa Sữa (Hồng Đăng) - Thúy An 8. Tôi Thấy Hoa Vàng Trên Cỏ Xanh (Châu Đăng Khoa) - Bằng Kiều 9. Dưới Giàn Hoa Cũ (Tuấn Khanh) - Trần Thái Hòa 10. Hoài Cảm (Cung Tiến) - Ngọc Anh, Trần Thái Hòa, Đình Bảo, Thiên Tôn PBN 116 11. Xuân Tươi (Dương Thiệu Tước) - Don Hồ, Đức Khang, Celine Thiên Ân Huỳnh, Rachele Thảo Vi, Hugo Hiếu Nguyễn |
| 567     | Nếu Biết Tôi Lấy Chồng             | Nhiều ca sĩ                | 12         | Trích từ Paris By Night 116 & 117 1. Nếu Biết Tôi Lấy Chồng (Song Ngọc, TTKH) - Hoàng Nhung PBN 117 2. Loài Hoa Không Vỡ (Phạm Mạnh Cương) - Mai Thiên Vân PBN 117 3. Chuyến Xe Lam Chiều (Vinh Sử) - Châu Ngọc Hà PBN 116 4. Chuyện Hoa Mười Giờ 2 (Đài Phương Trang) - Hạ Vy PBN 117 5. Đêm Hoa Đăng (Nguyễn Văn Khánh, Thanh Sơn) - Như Quỳnh PBN 117 6. Mùa Xuân Xa Quê (Hà Sơn) - Mai Thiên Vân, Hoài Lâm PBN 116 7. Cánh Hoa Yêu (Hoàng Trọng, Vĩnh Phúc) - Hương Thủy PBN 117 8. Lưu Bút Ngày Xanh (Thanh Sơn) - Hoài Lâm PBN 117 9. LK Màu Hoa Bí (Võ Đông Điền), Tuổi Học Trò (Minh Kỳ, Dạ Cầm) - Tâm Đoan, Jenny Đan Anh, Victoria Thúy Vi, Lena Phương Vy PBN 117 10. Những Đồi Hoa Sim (Dũng Chinh, Hữu Loan) - Ngọc Ngữ PBN 117 11. Tình Yêu Trả Lại Trăng Sao (Lê Dinh) - Tâm Đoan PBN 116 12. Tình Mùa Đông Xứ Lạ (Lâm Hoàng) - Khánh Lâm PBN 116                                                                  |
| 568     | Tình Ca Đức Huy - Trái Tim Ngục Tù | Nhiều ca sĩ                | 11         | Trích từ Paris By Night 118 1. Và Con Tim Đã Vui Trở Lại - Nguyễn Hồng Nhung, Lam Anh, Ngọc Anh, Bằng Kiều, Thiên Tôn, Đình Bảo 2. Người Tình Trăm Năm - Hoàng Mỹ An 3. Trái Tim Ngục Tù - Đan Nguyên 4. Thêm Một Lần Nữa - Minh Tuyết 5. Giống Như Tôi - Mai Tiến Dũng 6. Yêu Lần Đầu - Tóc Tiên 7. Tiếng Đàn Guitar - Đức Huy 8. Em Đi - Tuấn Ngọc, Thái Châu, Bằng Kiều, Nhật Trung 9. Luôn Luôn Mãi Mãi - Quỳnh Vi 10. Yêu Anh Dài Lâu - Diễm Sương 11. Người Tình Trăm Năm - Hoàng Mỹ An |
| 569     | Tình Ca Đức Huy - Mãi Một Mình     | Nhiều ca sĩ                | 10         | Trích từ Paris By Night 118 1. Mãi Một Mình - Nguyễn Hồng Nhung 2. Đừng Xa Em Đêm Nay - Hoàng Thúy Vy 3. Nếu Xa Nhau - Kỳ Phương Uyên 4. Và Tôi Cũng Yêu Em - Lê Anh Tuấn 5. Bay Đi Cánh Chim Biển - Don Hồ 6. Giấc Mơ Trong Mộng - Lam Anh 7. Tình Yêu Vội Đi - Bằng Kiều 8. LK Chiều Hôm Nay, Đến Bên Anh - Như Loan, Lương Tùng Quang 9. Mây Khói - Trịnh Lam PBN 95 10. Người Tình Trăm Năm - Lưu Bích, Như Quỳnh, Thanh Hà, Minh Tuyết, Như Loan, Hạ Vy, Ngọc Anh, Lam Anh, Quỳnh Vi, Kỳ Phương Uyên, Diễm Sương, Tóc Tiên PBN 105 |
| 570     | Tình Ca Đức Huy - Như Đã Dấu Yêu   | Nhiều ca sĩ                | 10         | Trích từ Paris By Night 118 1. Như Đã Dấu Yêu - Tuấn Ngọc 2. Mùa Hè Đẹp Nhất - Trần Thu Hà 3. Khóc Một Dòng Sông - Ngọc Hạ 4. Cơn Mưa Phùn - Trần Thái Hòa 5. Xin Một Ngày Mai Có Nhau - Khánh Hà 6. Sao Vẫn Còn Mưa Rơi - Quang Dũng 7. White Sandy Beach - Thiên Tôn 8. Tiếng Mưa Đêm - Ngọc Anh 9. Một Tình Yêu - Đình Bảo 10. LK Mùa Hè Đẹp Nhất, Bay Đi Cánh Chim Biển, Luôn Luôn Mãi Mãi - Ý Lan, Quang Dũng PBN 98 |
| 571     | Tình Cha Phanxicô Trương Bửu Diệp  | Nhiều ca sĩ                | 10         | Trích từ DVD Lễ Giỗ Lần Thứ 70 Cha Phanxico Trương Bửu Diệp 1. Cao Rao Tình Cha (Thượng Uyên) - Thiên Tôn 2. Bỏ Ngài Con Biết Theo Ai? (P.Kim) - Lam Anh 3. Cha Bên Con Từng Giây (Nguyên Kha) - Đình Bảo 4. Con Chỉ Là Tạo Vật (Phanxicô) - Tâm Đoan 5. Cảm Ơn Cha (Trần Thị Lệ Hồng) - Trần Ngọc 6. Nhân Chứng Đức Tin (Trầm Thiên Thu) - Châu Ngọc Hà 7. Tình Yêu Hiến Dâng (Đinh Vũ) - Thái Huynh 8. Bên Cha Yêu Thương (Nhật Minh) - Đan Phương 9. Hoài Niệm 12 Tháng 3 (Tri Tân) - Phương Trâm, Thùy Trâm, Đoan Trang 10. Trường Ca Trương Bửu Diệp * Ngôi Sao Tắc Sậy (Hàn Thư Sinh, Vũ Đình Ân) - Hơp Ca * Cầu Cho Cha Mẹ 5 (Phanxicô) - Hoàng Nhung * Thời Thiếu Niên (Hàn Thư Sinh, Vũ Đình Ân) - Hợp Ca * Giao Ước (Thiên Cung, Ánh Đăng) - Thiên Tôn * Sao Chúa Nỡ Bỏ Con (Quốc Việt, Quang Úy) - Đình Bảo * Phép Lạ Của Chúa (Hàn Thư Sinh, Vũ Đình Ân) - Hợp Ca                                                     |
| 572     | Đừng Trách Anh                     | Mai Quốc Huy               | 10         | Chi tiết 1. Đừng Trách Anh Tội Nghiệp (Giao Tiên) 2. Cõi Tạm (Mai Quốc Huy) 3. Vì Lỡ Thương Nhau (Trần Kim Phú, Hoàng Mộng Ngân) - Mai Quốc Huy, Hương Lan 4. Kiếp Tằm (Lê Minh) 5. Ăn Năn (Hoàng Trang) - Mai Quốc Huy, Châu Ngọc Hà 6. Cuộc Đời (Đình Văn) 7. Dù Anh Nghèo (Tô Thanh Tùng) - Mai Quốc Huy, Châu Ngọc Hà 8. Con Nhà Nghèo (Khánh Đơn) 9. Lời Đắng Cho Một Cuộc Tình (Nhật Ngân) 10. Mẹ Ơi (Mai Quốc Huy) |
| 573     | Yêu Anh                            | Ngọc Anh                   | 11         | Chi tiết 1. Yêu Anh (LV: Lê Xuân Trường) 2. Hỡi Tình Yêu (LV: Khúc Lan 3. Tiếng Mưa Đêm (Đức Huy) PBN 118 4. LK Nỗi Đau Muộn Màng, Một Cõi Tình Phai, Ở Nơi Nào Em Có Nhớ (Ngô Thụy Miên) - Ngọc Anh, Quang Dũng PBN 115 5. Có Những Tàn Phai (LV: Chung Tử Lưu) 6. Trái Tim Tôi Mùa Thu (Hạ Đỏ Bích Phượng) 7. Trả Lại Nhân Gian Một Kiếp Người (Lê Xuân Trường) 8. Nhớ Nhau Làm Gì (Tuấn Hải) 9. Tình (LV: Khúc Lan) 10. Triệu Đóa Hoa Hồng (LV: Trung Kiên) PBN 117 11. Lá Thu Vàng (LV: Lữ Liên) |
| 574     | Chuyến Tàu Hoàng Hôn               | Nhiều ca sĩ                | 8          | Trích từ Paris By Night 119 1. Hương Tình Cũ (Thanh Sơn) - Hoàng Nhung 2. Mảnh Tình Thương (Mạnh Giác) - Như Quỳnh 3. Nếu Hai Đứa Mình (Lê Dinh, Anh Bằng) - Mai Thiên Vân 4. Có Thế Thôi (Thông Đạt, Tiến Tài) - Chế Linh 5. Đôi Ngã Chia Ly (Khánh Băng) - Thanh Tuyền 6. Tình Yêu Trả Lại Trăng Sao (Lê Dinh) - Hương Lan 7. Buồn Trong Kỷ Niệm (Trúc Phương) - Nguyễn Hồng Nhung 8. Chuyến Tàu Hoàng Hôn (Minh Kỳ, Hoài Linh) - Hoàng Oanh |
| 575     | Cho Vừa Lòng Em                    | Nhiều ca sĩ                | 8          | Trích từ Paris By Night 119 1. Cho Vừa Lòng Em (Nhật Ngân, Mặc Thế Nhân) - Hoài Lâm 2. Đồng Cảnh Ngộ (Ngân Giang) - Như Quỳnh, Trường Vũ 3. Đừng Nhắc Chuyện Lòng (Đài Phương Trang) - Tuấn Vũ, Hạ Vy 4. Bỏ Phố Lên Rừng (Châu Kỳ) - Phi Nhung 5. LK Hãy Quên Nhau (Phương Kim), Ngày Buồn (Lam Phương) - Mai Quốc Huy, Châu Ngọc Hà 6. LK Chúng Mình Ba Đứa, Chiều Thương Đô Thị (Song Ngọc, Hoài Linh) - Khánh Lâm, Ngọc Ngữ, Tuấn Quỳnh 7. LK Trăm Nhớ Ngàn Thương, Tình Bơ Vơ (Lam Phương) - Thái Châu, Mai Thiên Vân 8. Ru Nắng (Trầm Tử Thiêng) - Hương Thủy |
| 576     | Lại Nhớ Người Yêu                  | Nhiều ca sĩ                | 9          | Trích từ Paris By Night 119 1. Lại Nhớ Người Yêu (Giao Tiên) - Đan Nguyên 2. Xóm Đêm (Phạm Đình Chương) - Minh Tuyết 3. Những Bước Chân Âm Thầm (Y Vân, Kim Tuấn) - Hoàng Mỹ An 4. Có Bao Giờ (Đài Phương Trang) - Quang Lê 5. Chuyện Tình Ngưu Lang Chức Nữ (Mạc Phong Linh) - Tâm Đoan 6. Xin Gọi Nhau Là Cố Nhân (Hàn Sinh) - Bằng Kiều, Quang Lê, Đan Nguyên 7. Biết Nói Gì Đây (Huỳnh Anh) - Ý Lan 8. Thu Ca (Phạm Mạnh Cương) - Hoàng Thúy Vy 9. Đưa Em Xuống Thuyền (Hoàng Thi Thơ) - Minh Tuyết, Hương Thủy, Tâm Đoan, Hoàng Nhung, Nguyễn Hồng Nhung, Mai Thiên Vân, Hạ Vy, Phi Nhung, Châu Ngọc Hà |
| 577     | Our Story                          | Mai Tiến Dũng, Hương Giang | 9          | Chi tiết 1. Trái Tim Không Ngủ Yên (Thanh Tùng) - Mai Tiến Dũng, Hương Giang 2. Sống Mãi Tình Ta (Nguyễn Hữu Đức) - Mai Tiến Dũng, Hương Giang 3. Tình ThôI Xót Xa (Bảo Chấn) - Mai Tiến Dũng 4. Môi Mưa (Võ Hoài Phúc) - Mai Tiến Dũng, Hương Giang 5. Dòng Sông Sao (Bằng Kiều) - Hương Giang 6. Thôi Anh Hãy Về (Nguyễn Ngọc Thiện) - Mai Tiến Dũng, Hương Giang 7. Anh Đừng Đi (Hoài An) - Mai Tiến Dũng, Hương Giang PBN 106 8. LK Dịu Dàng Đến Từng Phút Giây (Lương Bằng Quang), Như Vẫn Còn Đây (Phúc Trường) - Mai Tiến Dũng, Hương Giang PBN 100 9. Vì Sao Không Thể (Phúc Trường) - Mai Tiến Dũng, Hương Giang PBN 117 |
| 578     | Còn Chút Gì Đề Nhớ                 | Nhiều ca sĩ                | 9          | Trích từ Paris By Night 120 1. Còn Chút Gì Để Nhớ (Phạm Duy, Vũ Hữu Định) - Vũ Khanh 2. Những Mùa Thu Qua Trên Cuộc Tình Tôi (Trường Sa) - Đình Bảo, Lam Anh 3. Tình Nhớ (Trịnh Công Sơn) - Hoàng Nhung 4. Mẹ Tôi (Trần Tiến) - Bằng Kiều, Trần Thu Hà 5. Vợ Chồng Quê (Phạm Duy) - Thiên Tôn, Ngọc Hạ 6. Tôi Muốn Về Quê (Gió Bụi) - Nguyễn Hồng Nhung 7. Một Thời Để Nhớ (Trầm Tử Thiêng) - Thái Châu 8. Hối Tiếc (Trầm Tử Thiêng) - Ngọc Anh 9. Thuở Ấy Có Em (Huỳnh Anh) - Chế Linh |
| 579     | Chuyện Tình Không Dĩ Vãng          | Nhiều ca sĩ                | 10         | Trích từ Paris By Night 120 1. Chuyện Tình Không Dĩ Vãng (Tâm Anh) - Như Quỳnh 2. Chắp Tay Lạy Người (Trúc Phương) - Đan Nguyên 3. Không Bao Giờ Quên Anh (Hoàng Trang) - Thanh Tuyền 4. Thương Nhớ Người Dưng (Nguyễn Nhất Huy) - Hương Thủy, Châu Ngọc Hà 5. Thói Đời (Trúc Phương) - Hoài Lâm 6. Khói Lam Chiều (Lan Đài) - Mai Thiên Vân 7. Mưa Nửa Đêm (Trúc Phương) - Tâm Đoan 8. Những Ngày Xưa Thân Ái (Phạm Thế Mỹ) - Ngọc Ngữ, Mai Quốc Huy 9. Những Đêm Dài Không Ngủ (Đào Duy) - Hạ Vy 10. Sao Anh Đành Phụ Em (Thái Thịnh) - Phi Nhung |
| 580     | Sau Ngày Ấy                        | Nhiều ca sĩ                | 11         | Trích từ Paris By Night 120 1. Sau Ngày Ấy (Võ Hoài Phúc) - Minh Tuyết 2. Hãy Để Anh Xin Lỗi Em (Võ Hoài Phúc) - Lương Tùng Quang 3. Lời Thề Xưa (LV: Nhật Ngân) - Diễm Sương 4. Ngày Mai Chuyện Đã Khác (Hoàng Huy Long) - Mai Tiến Dũng 5. Anh Kể Em Nghe (Nguyễn Hải Phong) - Tóc Tiên 6. Đừng (Mạnh Quân) - Lê Anh Tuấn 7. Tình Yêu Còn Lại (LV: Thái Thịnh) - Don Hồ, Lam Anh 8. Tình Ghen (LV: Vũ Xuân Hùng) - Như Loan 9. Sài Gòn Vắng Em (Dương Khắc Linh, Hoàng Huy Long) - Justin Nguyễn 10. Nothing's Gonna Change My Love (Mạnh Quân) - Hoàng Mỹ An 11. Cỏ Nhớ Tên Em (Tấn Phát) - Nguyễn Hưng |
| 581     | Tiếng Mưa Buồn                     | Diễm Sương                 | 10         | Chi tiết 1. Tiếng Mưa Buồn (LV: Khúc Lan) 2. Tình Phụ Tôi (Lan Anh) 3. LK Sa Mạc Tình Yêu, Giấc Mơ Sa Mạc (LV: Khúc Lan) - Diễm Sương, Don Hồ PBN 111 4. Dại Dột Mình Em Mang (LV: Thái Thịnh) 5. Hẹn Hò Với Cô Đơn (Châu Đăng Khoa) PBN 115 6. Duyên Phận (Anh Khang) - Diễm Sương, Hoàng Anh Khang 7. Về Nghe Mưa Hát (Châu Đăng Khoa) 8. Mãi Một Mối Tình Đầu (Tùng Châu, Thái Thịnh) - Diễm Sương, Trịnh Lam PBN 104 9. Thời Gian Ta Yêu Nhau (Hoàng Nhã) 10. Khói Sương Mong Manh (Châu Đăng Khoa) - Diễm Sương, Lương Tùng Quang |

### 2017
| Mã TNCD | Tên CD                      | Nghệ sĩ      | Số bài hát | Danh sách bài hát |
| ------- | --------------------------- | ------------ | ---------- | --- |
| 582     | Ngày Em Đi                  | Đan Nguyên   | 11         | Chi tiết 1. Mười Năm Tình Cũ (Trần Quảng Nam) 2. Không Còn Nhớ Người Yêu (Vinh Sử) 3. Duyên Phận (Thái Thịnh) - Đan Nguyên, Như Quỳnh 4. Áo Em Chưa Mặc Một Lần (Hoài Linh) 5. Anh Yêu Em Vào Cõi Chết (Phạm Duy, Nguyễn Long) - Đan Nguyên, Hoài Lâm PBN 121 6. Ngày Em Đi (Lam Phương) 7. Chắp Tay Lạy Người (Trúc Phương) PBN 120 8. Hai Bàn Tay Trắng (Vinh Sử) 9. Xa Người Mình Yêu (Song Phượng) - Đan Nguyên, Mai Thiên Vân PBN 121 10. Nhẫn Cỏ Cho Em (Vinh Sử) 11. Lại Nhớ Người Yêu (Giao Tiên) PBN 119 |
| 583     | Mưa Đêm Ngoai Ô             | Nhiều ca sĩ  | 12         | Trích từ Paris By Night 121 1. Mưa Đêm Ngoại Ô (Đỗ Kim Bảng) - Hoàng Oanh, Như Quỳnh 2. Anh Yêu Em Vào Cõi Chết (Phạm Duy, Nguyễn Long) - Đan Nguyên, Hoài Lâm 3. Tình Đời (Minh Kỳ, Vũ Chương) - Chế Linh, Như Quỳnh 4. Vì Lỡ Thương Nhau (Trần Kim Phú, Hoàng Mộng Ngân) - Phi Nhung, Đặng Hà Duy 5. Đẹp Lòng Người Yêu (Ngọc Sơn) - Mạnh Quỳnh, Hà Thanh Xuân 6. Xa Người Mình Yêu (Song Phượng) - Đan Nguyên, Mai Thiên Vân 7. Tấm Ảnh Ngày Xưa (Lê Dinh) - Hoàng Oanh, Trung Chỉnh 8. Vòng Tay Giữ Trọn Ân Tình (Đỗ Kim Bảng) - Hạ Vy, Hoàng Nhung 9. Tôi Chưa Có Mùa Xuân (Châu Kỳ) - Tuấn Vũ, Ngọc Ngữ 10. Kỷ Niệm Một Mùa Xuân (Vân Tùng) - Mai Quốc Huy, Châu Ngọc Hà 11. Nắng Lên Xóm Nghèo (Phạm Thế Mỹ) - Hương Thủy, Tâm Đoan 12. Duyên Tình (Xuân Tiên, Y Vân) - Quỳnh Vi, Thiên Tôn |
| 584     | Xin Dìu Nhau Đến Tình Yêu   | Nhiều ca sĩ  | 12         | Trích từ Paris By Night 121 1. Định Mệnh (Song Ngọc) - Bằng Kiều, Lam Anh 2. LK Cho Người Tình Lỡ (Hoàng Nguyên), Những Gì Cho Em (Lam Phương) - Quang Dũng, Nguyễn Hồng Nhung 3. Tiếng Sáo Thiên Thai (Phạm Duy, Thế Lữ) - Ngọc Hạ, Quang Ngọc 4. Như Giọt Xuân Rơi (Anh Việt Thu) - Vũ Khanh, Ý Lan 5. LK Thôi (Y Vân, Nguyễn Long), Ảo Ảnh (Y Vân) - Nguyễn Hưng, Ngọc Anh 6. Tình Hờ (Phạm Duy) - Lương Tùng Quang, Hoàng Thúy Vy 7. Thương Hoài Ngàn Năm (Phạm Mạnh Cương) - Khánh Hà, Đình Bảo 8. Từ Ngày Tình Bỏ Ra Đi (Nhật Ngân) - Khải Đăng 9. Xin Dìu Nhau Đến Tình Yêu (Đỗ Kim Bảng) - Don Hồ, Minh Tuyết 10. Giã Từ Đêm Mưa (Văn Phụng) - Mai Tiến Dũng, Hoàng Mỹ An 11. Hai Trái Tim Vàng (Trịnh Lâm Ngân) - Diễm Sương, Lê Anh Tuấn 12. LK Nếu Xuân Này Vắng Anh (Bảo Thu), Khúc Nhạc Ngày Xuân (Nhật Bằng) - Minh Tuyết, Lam Anh, Nguyễn Hồng Nhung, Diễm Sương, Hoàng Nhung, Don Hồ, Lương Tùng Quang, Mai Tiến Dũng, Đan Nguyên, Lê Anh Tuấn |
| 585     | Chờ Thêm Một Đời            | Nhiều ca sĩ  | 10         | Trích từ Paris By Night 122 1. Chờ Thêm Một Đời (Dương Khắc Linh, Trang Pháp, Nguyễn Hồng Vịnh) - Lam Anh 2. Tình Này Cho Anh (Hồng Khánh) - Ngọc Anh 3. Vội Vàng (Đức Trí) - Đình Bảo 4. Từ Biệt Một Nỗi Yêu Thương (Thái Thịnh) - Hoàng Thúy Vy 5. LK Đếm Lá Ngoài Sân, Hoa Cúc Vàng (Thanh Tùng) - Bằng Kiều, Trần Thu Hà 6. Gửi Người Ngàn Dặm (Lam Phương) - Thanh Tuyền 7. Xa Vắng (Y Vân) - Tâm Đoan 8. Hòn Vọng Phu 3 (Lê Thương) - Ngọc Hạ, Thiên Tôn 9. Bài Thơ Vu Quy (Duy Quang, Tuệ Mai) - Don Hồ 10. Nhạc Sầu Tương Tư (Hoàng Trọng, Hoàng Dương) - Thúy An |
| 586     | Lênh Đênh Phận Buồn         | Nhiều ca sĩ  | 10         | Trích từ Paris By Night 122 1. Lênh Đênh Phận Buồn (Thái Thịnh) - Như Quỳnh 2. Gặp Lại Cố Nhân (Hàn Sinh) - Đan Nguyên 3. Phận Gái Thuyền Quyên (Giao Tiên, Nguyên Thảo) - Đan Nguyên, Hoàng Nhung 4. Chuyến Đò Không Em (Hoài Linh, Anh Phong) - Đặng Hà Duy 5. Phận Má Hồng (Y Vân) - Hà Thanh Xuân 6. Cô Giáo Trẻ (Cô Phượng) - Mai Thiên Vân 7. Linh Hồn Tượng Đá (Mai Bích Dung) - Mai Quốc Huy 8. Tựa Cánh Bèo Trôi (Hoàng Nhung) - Hạ Vy 9. Thiệp Hồng Báo Tin (Minh Kỳ, Huy Cường) - Ngọc Ngữ 10. Tân Cổ Con Gái Của Mẹ (Giao Tiên, Hoàng Song Việt) - Hương Lan, Châu Ngọc Hà |
| 587     | Thy                         | Nhiều ca sĩ  | 9          | Trích từ Paris By Night 122 1. Chuyện Tình Người Trinh Nữ Tên Thi (Hoàng Thi Thơ) - Hoàng Nhung, Hà Thanh Xuân, Hoàng Mỹ An 2. Đêm Ả Đào (Phú Quang) - Nguyễn Hồng Nhung 3. Thy (Hoài Lâm) - Hoài Lâm 4. Sai Lầm (Thái Thịnh) - Khải Đăng 5. Giây Phút Cuối (Châu Đăng Khoa) - Minh Tuyết 6. LK Qua Đêm Nay (Mạnh Quân), Ngày Chung Đôi (Huy Tuấn, Hà Quang Minh) - Lê Anh Tuấn, Hoàng Mỹ An 7. Yêu Như Ngày Yêu Cuối (Tăng Nhật Tuệ) - Mai Tiến Dũng 8. Confessions (Châu Đăng Khoa) - Diễm Sương, Quỳnh Vi 9. Duyên Phận (Thái Thịnh) - Như Quỳnh, Phi Nhung, Hương Thủy, Hạ Vy, Mai Thiên Vân, Châu Ngọc Hà, Diễm Sương, Quỳnh Vi, Hà Thanh Xuân, Lam Anh, Hoàng Nhung |
| 588     | Ảo Ảnh                      | Nhiều ca sĩ  | 10         | Trích từ Paris By Night 123 1. Yêu Nhau Đi (LV: Thái Thịnh) - Lam Anh 2. Ảo Ảnh (Y Vân) - Thiên Tôn 3. Xót Xa (Lam Phương) - Hoài Lâm 4. LK Rừng Xưa Đã Khép, Phôi Pha, Lời Thiên Thu Gọi (Trịnh Công Sơn) - Quang Dũng, Ngọc Anh 5. Trong Nỗi Nhớ Muộn Màng (Ngô Thụy Miên) - Trần Thái Hòa, Ngọc Hạ 6. Bài Không Tên Số 7 (Vũ Thành An) - Ý Lan 7. Hư Ảo (Diệu Hương) - Bằng Kiều 8. Từ Lúc Mình Chia Tay (Thái Thịnh) - Hoàng Thúy Vy 9. Gửi Về Anh (Đỗ Thu) - Thanh Tuyền, Mai Thiên Vân 10. Thôi Đừng Thờ Ơ (LV: Thái Thịnh) - Nguyễn Hưng |
| 589     | Tìm Trong Giấc Mơ           | Nhiều ca sĩ  | 10         | Trích từ Paris By Night 123 1. Chuyện Tình Lan Và Điệp 4 (Hamlet Trương) - Như Quỳnh 2. Tấm Ảnh Không Hồn (Lê Dinh) - Hoàng Nhung, Châu Ngọc Hà 3. Tìm Trong Giấc Mơ (Bảo Ân) - Đan Nguyên 4. LK Lẻ Bóng (Lê Dinh, Anh Bằng), Ai Cho Tôi Tình Yêu (Trúc Phương) - Hoàng Oanh, Như Quỳnh, Phi Nhung, Tâm Đoan, Mai Thiên Vân 5. Bạc Trắng Lửa Hồng (Thy Linh) - Phi Nhung, Đan Nguyên 6. Nối Lại Tình Xưa (Ngân Giang) - Chế Linh, Hương Lan 7. Hai Mùa Mưa (Mạc Phong Linh, Mai Thiết Lĩnh) - Đặng Hà Duy, Ngọc Ngữ 8. Yêu Tiếng Hát Ngày Xưa (Thanh Sơn) - Tâm Đoan, Hạ Vy 9. Sương Trắng Miền Quê Ngoại (Đinh Miên Vũ) - Mai Quốc Huy, Khánh Lâm 10. Tân Cổ Hương Tóc Mạ Non (Thanh Sơn, Hoàng Song Việt) - Kim Tiểu Long, Hương Thủy |
| 590     | Chuyện Bây Giờ Đã Muộn      | Nhiều ca sĩ  | 11         | Trích từ Paris By Night 123 1. Có Cũng Như Không (Võ Hoài Phúc) - Minh Tuyết 2. Chuyện Bây Giờ Đã Muộn (Hamlet Trương) - Khải Đăng 3. Đêm Lạnh (Phúc Trường) - Lương Tùng Quang, Lam Anh 4. Why? (Châu Đăng Khoa) - Như Ý 5. Nhạc Tình Đêm Mưa (LV: Khúc Lan) - Hà Thanh Xuân 6. Muốn Nghe Từ Em Nói (Võ Hoài Phúc) - Dương Triệu Vũ 7. Cơn Mưa Trong Đời (LV: Khúc Lan) - Như Loan 8. Hoang Vắng (Quốc Dũng) - Quỳnh Vi, Kỳ Phương Uyên 9. Người Yêu Cũ Có Người Yêu Mới (Hamlet Trương) - Don Hồ 10. Nước Mắt (Hamlet Trương) - Diễm Sương 11. Yêu Nhau Hôm Nay Thôi (Dương Khắc Linh, Nguyễn Hồng Vịnh) - Hoàng Mỹ An |
| 591     | Chia Sẻ Một Niềm Đau        | Mai Quốc Huy | 11         | Những Ca Khúc Của Mai Quốc Huy 1. Lời Giới Thiêu 2. Houston Chia Sẻ Một Niềm Đau 3. Miền Trung Ơi 4. Tâm Sự Gửi Cha 5. Mẹ Ơi 6. Vợ Bỏ 7. Đời Tôi 8. Ngày Lành Tháng Tốt 9. Bà Xã Yêu 10. Nghề Làm Nail 11. Mùa Xuân Tha Phương |
| 592     | Gloria - Hoan Ca Maria      | Nhiều ca sĩ  | 11         | Trích từ DVD Gloria 3 - Hoan Ca Maria 1. Mừng Chúa Ra Đời (Nguyễn Duy) - Hoàng Oanh 2. Chuyện Một Đêm Đông (Lm Duy Thiên) - Như Quỳnh 3. Tiếng Hát Nửa Đêm (Trịnh Lâm Ngân) - Đan Nguyên 4. Lời Con Xin Chúa (Lê Kim Khánh) - Lam Anh 5. Dư Âm Mùa Giáng Sinh (Ngân Giang) - Trần Thái Hòa 6. Màu Xanh Noel (Nguyễn Văn Đông) - Như Ý 7. Nửa Đêm Khấn Hứa (Tuấn Hải) - Tâm Đoan 8. Giáng Sinh Trong Mái Nghèo (Thanh Lâm) - Minh Tuyết 9. Mùa Hoa Về Rồi (FMSR Trầm Hương) - Mai Thiên Vân 10. Khúc Hát Dâng Hoa (Hải Triều) - Châu Ngọc Hà 11. Hoan Ca Maria (Lm Kim Long) - Hoàng Nhung |
| 593     | Gloria - Đền Tạ Trái Tim Mẹ | Nhiều ca sĩ  | 11         | Trích từ DVD Gloria 3 - Hoan Ca Maria 1. Mùa Đông Năm Ấy (Lm Hoài Đức) - Đức Ông Phạm Quốc Tuấn, LM Nguyễn Thành Tài, Ca Đoàn Việt Linh Nhóm A 2. Xin Chúa Xuống - Bằng Kiều 3. Cao Cung Lên (Lm Hoài Đức, Nguyễn Khắc Xuyên) - Thiên Tôn 4. Ave Maria (LV: Phạm Duy) - Ngọc Hạ 5. Kìa Bà Nào (Hoàng Diệp) - Đình Bảo 6. Cung Chúc Trinh Vương (Lm Hoài Đức) - Ngọc Anh 7. Lời Mẹ Nhắn Nhủ (Lê Huy) - Don Hồ 8. Dâng Mẹ (Lm Hoài Đức) - Trần Thu Hà 9. Đền Tạ Trái Tim Mẹ (Nguyễn Khắc Tuần) - Nguyễn Hồng Nhung 10. Mẹ Là Bóng Mát (Phanxicô) - Quỳnh Vi 11. Hội Nhạc Thiên Quốc (Thánh An Phong, Hoàng Diệp) - Ca Đoàn Việt Linh Giáo Xứ St. Columban |

### 2018
| Mã TNCD | Tên CD                                    | Nghệ sĩ                | Số bài hát | Danh sách bài hát |
| ------- | ----------------------------------------- | ---------------------- | ---------- | --- |
| 594     | Người Em Sầu Mộng                         | Nhiều ca sĩ            | 11         | Trích từ Paris By Night 124 1. Gọi Em Là Đóa Hoa Sầu (Phạm Duy, Phạm Thiên Thư) - Trần Thu Hà 2. Người Em Sầu Mộng (Y Vân, Lưu Trọng Lư) - Bằng Kiều 3. Lệ Đá (Trần Trịnh, Hà Huyền Chi) - Hoàng Thúy Vy 4. Trên Ngọn Tình Sầu (Từ Công Phụng, Du Tử Lê) - Quang Dũng 5. Chuyện Tình Buồn (Phạm Duy, Phạm Thanh Bình) - Đình Bảo, Quỳnh Vi 6. Kiếp Nào Có Yêu Nhau (Phạm Duy, Minh Đức Hoài Trinh) - Nguyễn Hồng Nhung 7. Mắt Buồn (Phạm Đình Chương, Lưu Trọng Lư) - Ngọc Anh, Thiên Tôn 8. Chiều (Dương Thiệu Tước, Hồ Dzếnh) - Hà Thanh Xuân 9. Tháng Giêng Và Anh (Ngô Thụy Miên, Nguyên Sa) - Trần Thái Hòa 10. Gái Xuân (Từ Vũ, Nguyễn Bính) - Hoàng Nhung 11. Tạm Biệt Huế (Xuân An, Thu Bồn) - Ngọc Hạ                                           |
| 595     | Hẹn Một Mùa Xuân                          | Nhiều ca sĩ            | 10         | Trích từ Paris By Night 124 1. Hẹn Một Mùa Xuân (Đinh Việt Lang) - Đan Nguyên 2. Hạnh Phúc Đầu Xuân (Lê Dinh, Minh Kỳ) - Như Quỳnh 3. Lời Hẹn Đầu Xuân (Đoàn Trung) - Mai Thiên Vân 4. Hai Sắc Hoa Ti-gôn (Hà Phương, TTKH) - Hoàng Oanh 5. Mùa Xuân Bên Nhau (Thanh Sơn) - Tâm Đoan 6. Nhà Anh Nhà Em (Anh Sơn, Hà Liên Tử) - Châu Ngọc Hà 7. Người Hàng Xóm (Tô Thanh Tùng, Nguyễn Bính) - Hạ Vy 8. Vợ Chồng Son (Hamlet Trương) - Phi Nhung 9. Mừng Tuổi Mẹ (Trần Long Ẩn) - Hương Thủy 10. Xuân Nào Con Sẽ Về (Trịnh Lâm Ngân) - Mai Quốc Huy |
| 596     | Giao Thừa                                 | Nhiều ca sĩ            | 10         | Trích từ Paris By Night 124 1. Vui Như Tết (Châu Đăng Khoa) - Hoàng Mỹ An 2. Giao Thừa (Võ Hoài Phúc) - Lam Anh, Lê Anh Tuấn 3. Ngày Mùa Xuân Vừa Ghé (Châu Đăng Khoa) - Bạch Công Khanh 4. Vô Cùng (Võ Hoài Phúc, Huỳnh Tuấn Anh) - Như Ý 5. Xuân Vẫn Bên Ta (Trần Tuấn Kiệt) - Lương Tùng Quang, Khải Đăng 6. Anh Cho Em Mùa Xuân (Nguyễn Hiền, Kim Tuấn) - Minh Tuyết, Hương Thủy, Hạ Vy, Mai Thiên Vân, Diễm Sương, Hà Thanh Xuân, Châu Ngọc Hà, Hoàng Nhung 7. Xuân Không Màu (Tăng Nhật Tuệ) - Minh Tuyết 8. LK Hai Năm Tình Lận Đận, Em Hiền Như Ma Soeur, Thà Như Giọt Mưa (Phạm Duy, Nguyễn Tất Nhiên) - Don Hồ, Dương Triệu Vũ 9. Giấc Mộng Đêm Xuân (Hamlet Trương) - Như Loan, Diễm Sương 10. Ghen (Trọng Khương, Nguyễn Bính) - Nguyễn Hưng |
| 597     | Kể Từ Đêm Đó                              | Phi Nhung, Đặng Hà Duy | 11         | Chi tiết 1. Nửa Đêm Nguyện Cầu (Nguyên Thảo) - Đặng Hà Duy, Phi Nhung 2. Vùng Trời Xanh Kỷ Niệm (Thục Chương) - Đặng Hà Duy 3. Nhật Thực (Viễn Chinh) - Phi Nhung 4. Căn Nhà Dĩ Vãng (Đài Phương Trang) - Đặng Hà Duy, Phi Nhung 5. Thành Phố Sau Lưng (Hàn Châu) - Đặng Hà Duy 6. Áo Cưới Không Nàng Dâu (Hàn Châu) - Đặng Hà Duy 7. Kể Từ Đêm Đó (Hoàng Trang, Ngọc Sơn) - Đặng Hà Duy, Phi Nhung 8. Người Về Xa Thành Phố (Trúc Phương) - Đặng Hà Duy 9. Bao Giờ Em Quên (Duy Khánh) - Đặng Hà Duy 10. Sao Không Thấy Anh Về (Duy Khánh) - Đặng Hà Duy, Phi Nhung 11. Buồn Mà Chi Em (Lam Phương) - Đặng Hà Duy |
| 598     | Tình Ca Nguyễn Văn Đông - Mấy Dặm Sơn Khê | Nhiều ca sĩ            | 14         | Trích từ Paris By Night 125 1. Phiên Gác Đêm Xuân - Khải Đăng 2. Chiều Mưa Biên Giới - Hương Lan 3. Anh Trước Tôi Sau - Anh Khoa 4. Mấy Dặm Sơn Khê - Ý Lan 5. Anh - Trần Thái Hòa 6. Xin Đừng Trách Anh - Đình Bảo 7. Nhớ Một Chiều Xuân - Vũ Khanh 8. Dạ Sầu - Nguyễn Hồng Nhung 9. Thương Muộn - Lam Anh 10. Cay Đắng Tình Đời - Ngọc Anh 11. Niềm Đau Dĩ Vãng - Như Ý 12. Hải Ngoại Thương Ca - Anh Dũng 13. Mùa Sao Sáng - Thiên Tôn 14. Khúc Tình Ca Hàng Hàng Lớp Lớp - Hợp Ca |
| 599     | Tình Ca Nguyễn Văn Đông - Sắc Hoa Màu Nhớ | Nhiều ca sĩ            | 12         | Trích từ Paris By Night 125 1. Chiếc Bóng Công Viên - Giao Linh 2. Bóng Nhỏ Giáo Đường - Mai Thiên Vân 3. Đoạn Tuyệt - Hoàng Oanh 4. Lời Giã Biệt - Thanh Tuyền 5. Cô Nữ Sinh Gia Long - Ngọc Ngữ, Châu Ngọc Hà 6. Sắc Hoa Màu Nhớ - Hà Thanh Xuân 7. Đom Đóm - Trần Thái Hòa, Hoàng Nhung 8. Khi Đã Yêu - Minh Tuyết 9. Bông Hồng Cài Áo - Như Ý, Hà Thanh Xuân, Hoàng Nhung 10. Về Mái Nhà Xưa - Don Hồ 11. Thương Về Mùa Đông Biên Giới - Hạ Vy 12. Tân Cổ Thầm Kín (Phượng Linh, Tuấn Khanh) - Mạnh Quỳnh, Hương Thủy |
| 600     | No More                                   | Hoàng Mỹ An            | 9          | Chi tiết 1. No More (Châu Đăng Khoa) PBN 116 2. Nothing's Gonna Change My Love (Mạnh Quân) PBN 120 3. Những Bước Chân Âm Thầm (Y Vân, Kim Tuấn) PBN 119 4. Người Tình Trăm Năm (Đức Huy) PBN 118 5. LK Qua Đêm Nay (Mạnh Quân), Ngày Chung Đôi (Huy Tuấn, Hà Quang Minh) - Hoàng Mỹ An, Lê Anh Tuấn PBN 122 6. Cô Đơn Nốt Hôm Nay Thôi (Shin Hồng Vịnh) PBN 126 7. Giã Từ Đêm Mưa (Văn Phụng) - Hoàng Mỹ An, Mai Tiến Dũng PBN 121 8. Thiên Đàng Ái Ân (Lam Phương) 9. Yêu Nhau Ngày Hôm Nay Thôi (Dương Khắc Linh, Shin Hồng Vịnh) PBN 123 |
| 601     | Lỗi Tại Mưa                               | Nhiều ca sĩ            | 10         | Trích từ Paris By Night 126 1. Tình Yêu Xây Đắp Nhân Gian (Hamlet Trương) - Lam Anh, Minh Tuyết, Ngọc Anh, Như Loan, Nguyễn Hồng Nhung, Don Hồ, Dương Triệu Vũ, Bằng Kiều, Trần Thái Hòa, Lương Tùng Quang 2. Lỗi Tại Mưa (Vicky Nhung) - Diễm Sương, Như Ý 3. Cô Đơn Nốt Hôm Nay Thôi (Shin Hồng Vịnh) - Hoàng Mỹ An 4. Look At Yourself (Hoàng Huy Long) - Lê Anh Tuấn 5. Những Câu Chuyện Cũ Mèm (Hồ Tiến Đạt) - Khải Đăng 6. Touch (Phúc Trường) - Dương Triệu Vũ, Lam Anh 7. Bão Tình (Hoàng Trọng, Duy Viêm) - Nguyễn Hưng, Lưu Bích 8. Tình Yêu Muôn Thuở (LV: Lê Hựu Hà) - Như Loan, Lương Tùng Quang 9. Supermarket Love Affair - Lynda Trang Đài 10. Yêu Hết Con Tim (Vũ Anh Tuấn, Khúc Lan) - Trúc Lam, Trúc Linh                             |
| 602     | Tuyệt Phẩm Song Ca - Nhịp Cầu Tri Âm      | Nhiều ca sĩ            | 9          | Trích từ Paris By Night 126 1. Đắp Mộ Cuộc Tình (Vũ Thanh) - Bằng Kiều, Quang Lê, Đan Nguyên 2. Nhịp Cầu Tri Âm (Hoài Linh) - Như Quỳnh, Trường Vũ 3. Đường Tình Đôi Ngã (Ngân Giang) - Quang Lê, Mai Thiên Vân 4. Tình Nghèo Có Nhau (Đài Phương Trang) - Tuấn Vũ, Hạ Vy 5. Hai Vì Sao Lạc (Anh Việt Thu) - Anh Khoa, Thanh Tuyền 6. Trăng Sơn Cước (Văn Phụng, Văn Khôi) - Hoàng Nhung, Hà Thanh Xuân 7. Khúc Hát Mùa Chiêm (Hoàng Trọng, Hồ Đình Phương) - Như Quỳnh, Hương Thủy 8. Đêm Nghe Điệu Hoài Lang (Vũ Đức Sao Biển) - Hoài Linh, Hoài Lâm 9. Tân Cổ Ngày Tiễn Đưa (Mạnh Quỳnh) - Mạnh Quỳnh, Phi Nhung |
| 603     | Dạ Khúc Nửa Vầng Trăng                    | Nhiều ca sĩ            | 9          | Trích từ Paris By Night 126 1. Bài Không Tên Số 8 (Vũ Thành An) - Quang Dũng 2. Chiều Một Mình Qua Phố (Trịnh Công Sơn) - Ý Lan, Quang Dũng 3. Nếu Anh Quên Tất Cả (Trần Lê Quỳnh) - Trần Thái Hòa, Ngọc Anh 4. Mắt Biếc (Ngô Thụy Miên) - Đình Bảo, Thiên Tôn 5. Khoảnh Khắc (Trương Quý Hải) - Lưu Bích, Thanh Hà, Minh Tuyết, Ngọc Anh, Nguyễn Hồng Nhung 6. Dạ Khúc Nửa Vầng Trăng (LV: Thái Thịnh) - Đan Nguyên, Nguyễn Hồng Nhung 7. Xin Lỗi (Hồ Tiến Đạt) - Hoàng Thúy Vy 8. Ôm Một Bóng Hình (Dương Khắc Linh) - Bằng Kiều, Minh Tuyết 9. Sao Vẫn Tìm Nhau (Trần Lê Quỳnh) - Don Hồ, Thanh Hà |

### 2019
| Mã TNCD | Tên CD                          | Nghệ sĩ     | Số bài hát | Danh sách bài hát |
| ------- | ------------------------------- | ----------- | ---------- | --- |
| 604     | Cô Nữ Sinh Gia Long             | Ngọc Ngữ    | 12         | Chi tiết 1. Bao Giờ Em Quên (Duy Khánh) 2. Đa Tạ (Anh Việt Thu) 3. Con Đường Xưa Em Đi (Châu Kỳ, Hồ Đình Phương) - Ngọc Ngữ, Hoàng Nhung PBN 114 4. Bông Cỏ May (Trúc Phương) 5. Đưa Em Vào Hạ (Trầm Tử Thiêng) 6. Cô Nữ Sinh Gia Long (Phượng Linh) - Ngọc Ngữ, Châu Ngọc Hà PBN 125 7. Thói Đời (Trúc Phương) 8. Đắp Mộ Cuộc Tình (Vũ Thanh) 9. Nếu Biết Tình Yêu (Thăng Long) - Ngọc Ngữ, Hoàng Nhung PBN 115 10. Kẻ Ở Miền Xa (Trúc Phương) 11. Thành Phố Sau Lưng (Hàn Châu) 12. Thư Cho Vợ Hiền (Song Ngọc) |
| 605     | Rao Bán Vần Thơ Say             | Nhiều ca sĩ | 10         | Trích từ Paris By Night 127 1. Hạ Thương (Hàn Châu) - Như Quỳnh 2. Rao Bán Vần Thơ Say (Vũ Thanh) - Đan Nguyên 3. Trăm Mến Ngàn Thương (Hoài Linh) - Hoàng Nhung 4. Đừng Phụ Lòng Nhau (Đài Phương Trang) - Trường Vũ, Phi Nhung 5. Hương Tình Trà Vinh (Hà Sơn) - Hương Thủy 6. Tình Đẹp Mùa Chôm Chôm (Giao Tiên) - Hạ Vy, Tuấn Quỳnh 7. Đêm Tâm Sự (Trúc Phương) - Đan Nguyên, Băng Tâm 8. Người Tình Và Quê Hương (Trịnh Lâm Ngân) - Băng Tâm 9. Bên Dòng Sông Trẹm (Phan Ni Tấn) - Hương Lan 10. Thương Về Xứ Nghệ (Nguyễn Tất Tùng) - Thanh Tuyền |
| 606     | Vó Ngựa Trên Đồi Cỏ Non         | Nhiều ca sĩ | 9          | Trích từ Paris By Night 127 1. Tàu Đêm Năm Cũ (Trúc Phương) - Hoàng Oanh 2. Bài Không Tên Số 50 (Vũ Thành An) - Nguyễn Hồng Nhung 3. Hò Lơ (Phạm Duy) - Thiên Tôn, Quỳnh Vi 4. Giấc Mơ Trưa (Giáng Son) - Lam Anh 5. Vinh Quy Bái Tổ (Nguyễn Duy Hùng) - Trần Thái Hòa 6. Tình Sen (Võ Hoài Phúc) - Hà Thanh Xuân 7. Lối Về Xóm Nhỏ (Trịnh Hưng) - Khải Đăng, Hoàng Mỹ An 8. Vó Ngựa Trên Đồi Cỏ Non (Giao Tiên) - Quang Lê, Ngọc Hạ 9. Sắc Màu (Trần Tiến) - Đình Bảo |
| 607     | Ngày Em Đi                      | Nhiều ca sĩ | 10         | Trích từ Paris By Night 127 1. Ngày Em Đi (Phúc Trường) - Minh Tuyết 2. Về Với Em Đi (Shin Hồng Vịnh) - Mai Tiến Dũng 3. Về Bên Anh Nhé (Hùng Quân) - Bằng Kiều 4. Người Không Xứng Đáng (Jenny Hải Ngọc) - Như Ý 5. Tình Trong Dĩ Vãng (Ngọc Trọng) - Nguyễn Hưng 6. Mãi Một Hình Dung (Mạnh Quân) - Nguyễn Hồng Nhung 7. Đêm Cuối Bên Nhau (Ngọc Trọng) - Don Hồ 8. Bội Bạc (Song Ngọc) - Như Ý 9. Tàu Về Quê Hương (Hồng Vân) - Lương Tùng Quang, Diễm Sương 10. Thư Pháp (Nguyễn Duy Hùng) - Ngọc Anh |
| 608     | Cánh Diều Mưa                   | Nhiều ca sĩ | 8          | Trích từ Paris By Night 128 1. Cánh Diều Mưa (Đan Nguyên) - Đan Nguyên, Mai Thiên Vân 2. Thất Tình Ca (Hàn Sinh) - Phi Nhung, Mạnh Quỳnh 3. LK Tình Lỡ (Thanh Bình), Tôi Đưa Em Sang Sông (Nhật Ngân, Y Vũ) - Chế Linh, Thanh Tuyền 4. Thiệp Hồng Anh Viết Tên Em (Song Ngọc, Hoài Linh) - Quang Lê, Băng Tâm 5. Nếu Mộng Không Thành (Giao Tiên) - Trường Vũ, Mai Thiên Vân 6. Cánh Buồm Chuyển Bến (Minh Kỳ, Hoài Linh) - Hoàng Oanh, Hương Lan 7. LK Ba Tháng Tạ Từ (Thanh Sơn), Dư Âm Ngày Cũ (Thanh Sơn, Sơn Tuyền), Lưu Bút Ngày Xanh (Thanh Sơn) - Hoàng Nhung, Tuấn Quỳnh, Đặng Hà Duy, Ngọc Ngữ 8. Ninh Kiều Là Em (Tiến Luân) - Hạ Vy, Hương Thủy, Tâm Đoan |
| 609     | Khi Tôi Là Tôi                  | Nhiều ca sĩ | 10         | Trích từ Paris By Night 128 1. Rồi Em Sẽ (Hồ Tiến Đạt) - Thanh Hà, Đình Bảo 2. Nơi Ánh Sáng Quay Về (Tùng Châu, Hamlet Trương) - Trần Thái Hòa, Lam Anh 3. Cho Em Quên Tuổi Ngọc (Lam Phương) - Ngọc Hương 4. Khi Tôi Là Tôi (Nguyễn Đức Đạt) - Như Quỳnh 5. Lời Cuối Cho Tình Đầu (Tùng Châu, Hamlet Trương) - Như Quỳnh, Quang Dũng 6. Chiều Về Trên Sông (Phạm Duy) - Thiên Tôn, Ngọc Hạ 7. LK Chờ Em Trong Chiều Nay (Mặc Thế Nhân), Bài Cuối Cho Người Tình (Nguyễn Vũ) - Anh Khoa, Họa Mi 8. LK Chán Nản, Nỗi Buồn (Văn Phụng) - Khánh Hà, Trần Thu Hà 9. Quán Bên Đường (Phạm Duy) - Vũ Khanh, Ý Lan 10. Tình Hồng Paris (Lam Phương) - Nguyễn Hưng, Ngọc Anh |
| 610     | Tận Cùng Nỗi Đau                | Nhiều ca sĩ | 12         | Trích từ Paris By Night 128 1. Tận Cùng Nỗi Đau (Hùng Quân) - Đan Nguyên, Minh Tuyết 2. Bão Lòng (Hùng Quân) - Khải Đăng, Hoàng Anh Khang, Đăng Vinh 3. Tia Sáng Trong Em (Lương Bằng Quang) - Mai Tiến Dũng, Hoàng Mỹ An 4. Người Quên Chốn Cũ (Thái Thịnh) - Quỳnh Vi, Diễm Sương, Kỳ Phương Uyên 5. Mỗi Khi Em Buồn (Thái Thịnh) - Diễm Sương, Kỳ Phương Uyên 6. Đối Thoại (Tú Dưa) - Bằng Kiều, Nguyễn Hồng Nhung 7. Có Duyên Không Phận (Hoài An) - Lưu Bích, Trịnh Lam 8. Tiếng Hát Nối Hai Bờ Đại Dương (Hamlet Trương) - Nguyễn Hưng, Don Hồ, Đan Nguyên, Khánh Hà, Minh Tuyết, Hoàng Mỹ An 9. Feel The Lights (Võ Hoài Phúc) - Dương Triệu Vũ, Như Ý 10. Bởi Anh Không Thuộc Về Em (Trương Lê Sơn) - Don Hồ, Loan Châu 11. Giấc Mơ Sắc Màu (Lương Bằng Quang) - Lương Tùng Quang, Như Loan, Bảo Hân 12. Vào Hạ (Lê Hựu Hà) - Hương Thủy, Hoàng Nhung, Kỳ Phương Uyên, Hà Thanh Xuân, Lam Anh, Mai Thiên Vân, Như Ý, Quỳnh Vi, Hạ Vy, Trúc Lam, Trúc Linh, Như Loan, Diễm Sương, Băng Tâm, Nguyễn Hồng Nhung, Loan Châu, Tâm Đoan, Phi Nhung, Ngọc Anh, Minh Tuyết |
| 611     | Riêng Một Góc Trời              | Tuấn Ngọc   | 10         | Chi tiết 1. Riêng Một Góc Trời (Ngô Thụy Miên) PBN 38 2. Mắt Lệ Cho Người (Từ Công Phụng) PBN 64 3. Dưới Giàn Hoa Cũ (Tuấn Khanh) PBN 59 4. Mùa Xuân Sao Chưa Về Hỡi Em (Trường Sa) PBN 44 5. Nỗi Đau Muộn Màng (Ngô Thụy Miên) PBN 66 6. Như Đã Dấu Yêu (Đức Huy) PBN 118 7. Tâm Sự Gửi Về Đâu (Phạm Duy, Lê Minh Ngọc) PBN 114 8. Về Đây Nghe Em (Trần Quang Lộc) PBN 77 9. LK Vũ Thành An - Tuấn Ngọc, Khánh Hà PBN 60 10. LK Đồng Xanh (LV: Lê Hựu Hà), Ôi Giàn Thiên Lý Đã Xa (LV: Phạm Duy) - Tuấn Ngọc, Bằng Kiều PBN 84 |
| 612     | Khi Đã Yêu - Phương Thảo Guitar | Nhiều ca sĩ | 12         | Chi tiết 1. Khi Đã Yêu (Phượng Linh) - Thanh Tuyền 2. Tương Tư 3 (Mặc Thế Nhân) - Đình Bảo 3. Trăm Nhớ Ngàn Thương (Lam Phương) - Họa Mi 4. Tình Bơ Vơ (Lam Phương) - Như Quỳnh, Đình Bảo 5. Tạ Ơn Em (Từ Công Phụng) - Vũ Khanh 6. Ngày Đó Chúng Mình (Phạm Duy) - Ý Lan 7. Nhớ Người Ra Đi (Phạm Duy) - Mai Thiên Vân 8. Một Chiều Đông (Tuấn Khanh) - Thiên Tôn 9. Nhạt Nhòa (Tuấn Khanh) - Đình Bảo 10. Chị Tôi (Trần Tiến) - Bằng Kiều 11. Tôi Ru Em Ngủ (Trịnh Công Sơn) - Nguyễn Hồng Nhung 12. Còn Yêu Em Mãi (Nguyễn Trung Cang) - Thiên Tôn |
| 613     | Lạ Giường                       | Như Quỳnh   | 12         | Chi tiết 1. Cõi Nhớ (Sông Trà) 2. Vùng Lá Me Bay (Anh Việt Thanh) 3. Tôn Nữ Còn Buồn (Trầm Tử Thiêng) 4. Hoa Tím Đợi Chờ (Sông Trà) 5. Lạ Giường (Trịnh Lam) 6. LK Mấy Nhịp Cầu Tre (Hoàng Thi Thơ), Cầu Tre Ngày Xưa (Đình Văn) - Như Quỳnh, Huỳnh Gia Tuấn 7. Huế Vẫn Còn Thương (Lê Dinh) 8. Nối Dây Tơ Hồng (Thành Công) 9. Người Tình Không Đến (Thương Ngân) 10. Cay Đắng Bờ Môi (Châu Đình An) 11. Người Đã Xa Tôi (Đình Sơn) 12. Tìm Trong Ký Ức (LV: Huỳnh Gia Tuấn) - Như Quỳnh, Huỳnh Gia Tuấn |
| 614     | Em Vẫn Hoài Yêu Anh             | Như Quỳnh   | 11         | Chi tiết 1. Chờ Người (Khánh Băng) PBN 39 2. Nắng Lên Xóm Nghèo (Phạm Thế Mỹ) 3. Lạnh Trọn Đêm Mưa (Huỳnh Anh) 4. Tình Đời Đổi Thay (Hoài An) 5. Mộng Ban Đầu (Hoàng Trọng) 6. Em Vẫn Hoài Yêu Anh (Trịnh Lâm Ngân) 7. Giọt Sầu Trinh Nữ (Thu Hoài Nguyễn, Đan Linh) 8. Đừng Nói Yêu Nhau (Châu Kỳ, Hồ Đình Phương) - Như Quỳnh, Tường Nguyên 9. Thuở Ấy Yêu Nhau (Hoàng Nguyên) 10. Hỏi Còn Nhớ Hay Quên (Nhật Ngân) 11. Chạnh Lòng |
| 615     | Một Đời Tìm Nhau                | Như Quỳnh   | 10         | Chi tiết 1. Hoa Tím Người Xưa (Thanh Sơn) PBN 38 2. Một Mình Thôi (Anh Việt Thu) 3. Chuyện Buồn Tình Yêu (Mặc Thế Nhân) - Như Quỳnh, Thái Châu 4. Bao Giờ Ta Gặp Lại Ta (Trịnh Lâm Ngân) 5. Tình Yêu Trả Lại Trăng Sao (Lê Dinh) 6. Một Đời Tìm Nhau (Nhật Ngân) 7. Giọt Sầu Chưa Vơi (Trung Hành) 8. Những Ngày Yêu Nhau (Y Vân) - Như Quỳnh, Thái Châu 9. Yêu Là Chết Ở Trong Lòng (Thanh Hằng) 10. Chờ Một Ngày (Lam Phương) |
| 616     | Tình Ơi... Có Hay               | Như Quỳnh   | 11         | Chi tiết 1. Vu Vơ (Lê Quốc Dũng) 2. Phút Giây Ban Đầu (LV: Khúc Lan) 3. Tình Ơi Có Hay (LV: Khúc Lan) 4. Lời Hứa Đã Qua (LV: Minh Tâm) 5. Trở Lại Phố Cũ (LV: Minh Khang) 6. Nụ Cười Xinh (LV: Chí Tài) 7. Cô Bé Kính Cận (Nguyễn Nhất Huy) 8. Nhớ Anh (Song Ngọc) 9. Sắc Màu Con Gái (Anh Quý, Nguyễn Thái Dương) 10. Chồng Sớm (Thành Công) 11. Mùa Thu Lá Bay (LV: Nam Lộc) |
| 617     | Nếu Đời Không Có Anh            | Như Quỳnh   | 10         | Chi tiết 1. Tình Nàng La Lan (Vinh Sử) 2. Hoa Nở Về Đêm (Mạnh Phát) 3. Hai Vì Sao Lạc (Anh Việt Thu) 4. Cô Thắm Về Làng (Giao Tiên, Vinh Sử) 5. Vầng Trăng Vỡ Tan (Trúc Quỳnh) 6. Mưa Chiều (Song Ngọc) 7. Trộm Nhìn Nhau (Trầm Tử Thiêng) 8. Về Quê Ngoại (Hàn Châu) 9. Loài Hoa Không Vỡ (Phạm Mạnh Cương) 10. Nếu Đời Không Có Anh (Hoàng Trang) |
| 618     | Người Thương Kẻ Nhớ             | Như Quỳnh   | 10         | Chi tiết 1. Người Thương Kẻ Nhớ (Hàn Châu) 2. Thương Anh Mắt Đợi Mắt Chờ (Doãn Bình) 3. Người Cùng Cảnh Ngộ (LV: Nguyễn Ngọc Thiện) 4. Phận Má Hồng (Hoài Nam, Trần Nam Khách) 5. Ga Chiều (Lê Dinh) 6. Còn Thương Rau Đắng Mọc Sau Hè (Bắc Sơn) 7. Siết Chặt Bàn Tay (Trúc Phương) 8. LK Cô Bé Nhỏ Xinh - Như Quỳnh, Thế Sơn 9. Nếu Ta Đừng Quen Nhau (Huỳnh Anh) 10. Ngàn Thu Vĩnh Biệt (Ngọc Lâm) |